# Хронологія російського вторгнення в Україну (листопад 2022)

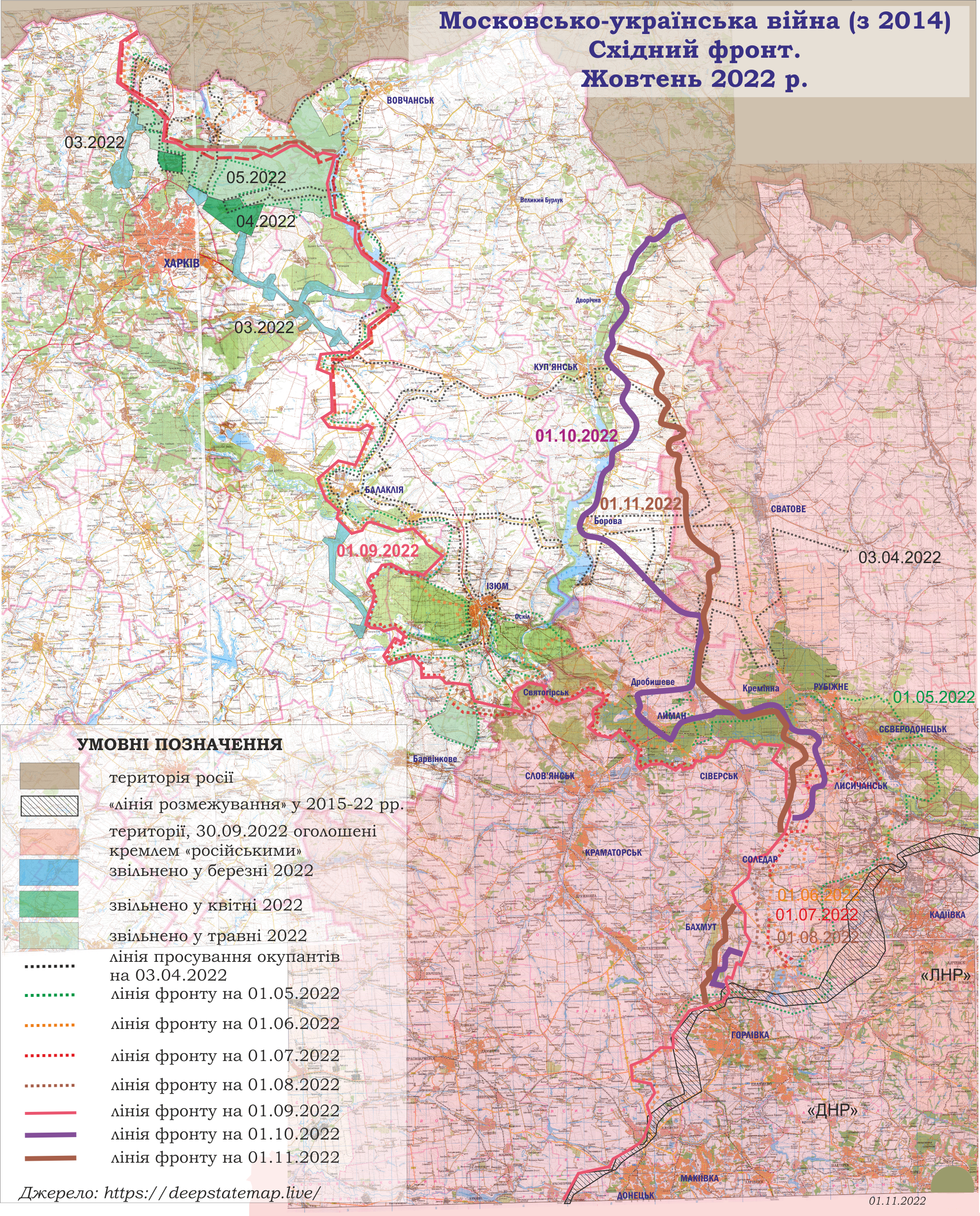
Східний фронт, жовтень 2022

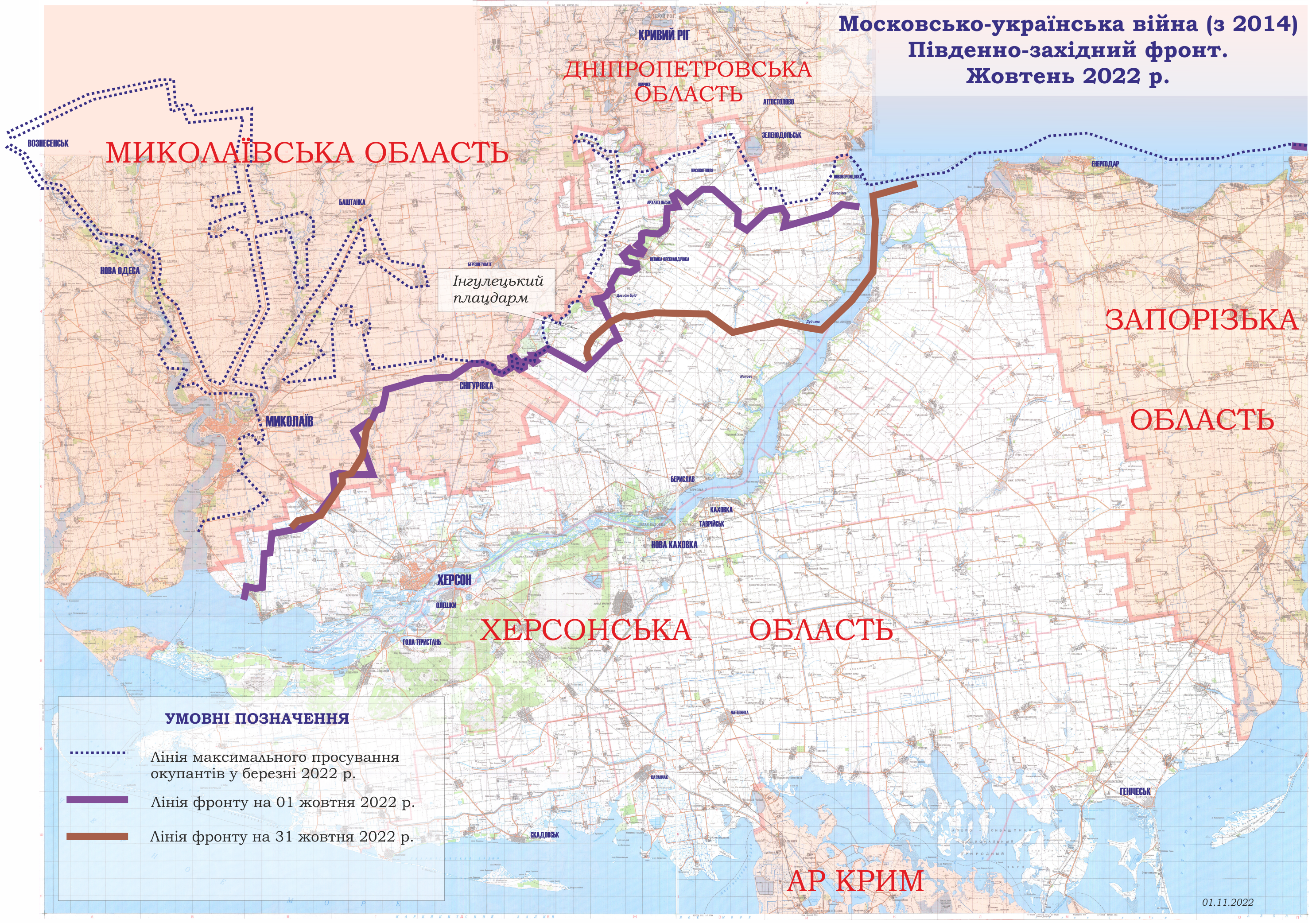
Південно-західний фронт, жовтень 2022

Ця стаття є частиною хронології широкомасштабного вторгнення РФ до України, яка, в свою чергу, є частиною хронології російської збройної агресії проти України з 2014 року.
Події жовтня 2022 року перелічено в хронології за жовтень.

## Загальна обстановка на 1 листопада 2022 року
Противник намагається утримати тимчасово захоплені території, зосереджує зусилля на стримуванні Сил оборони України на окремих напрямках, не припиняє ведення наступальних дій на Бахмутському та Авдіївському напрямках.
Ворог продовжує обстріли підрозділів Сил оборони вздовж лінії зіткнення, здійснює фортифікаційне обладнання рубежів на окремих напрямках та веде повітряну розвідку. Завдає удари по критичній інфраструктурі та помешканнях цивільного населення, порушуючи норми Міжнародного гуманітарного права, закони та звичаї ведення війни.
Протягом минулої доби противник завдав 60 ракетних та 15 авіаційних ударів, здійснив понад 45 обстрілів з реактивних систем залпового вогню.
Ударів противника зазнали райони понад 50 населених пунктів, зокрема: Соледар, Вугледар, Яковлівка, Веселе Донецької області.
На Волинському та Поліському напрямках обстановка залишатися без суттєвих змін. Республіка білорусь підтримує збройну агресію російської федерації проти України. Російська федерація продовжує перекидання окремих підрозділів на територію республіки білорусь. Зберігається загроза завдання ракетних ударів та застосування ударних безпілотних літальних апаратів з території республіки білорусь.
На інших напрямках ворог здійснював обстріли:
на Слобожанському напрямку — з танків, мінометів, ствольної та реактивної артилерії в районах населених пунктів Вільхуватка, Вовчанськ, Гатище, Стрілеча та Ветеринарне;
на Куп'янському напрямку — з мінометів, ствольної та реактивної артилерії в районах населених пунктів Кучерівка, Стельмахівка, М'ясожарівка, Петропавлівка;
на Лиманському напрямку — з артилерії різних типів в районах населених пунктів Невське, Білогорівка, Роздолівка, Спірне, Григорівка та Берестове;
на Бахмутському напрямку — з танків, мінометів, ствольної та реактивної артилерії в районах населених пунктів Зеленопілля, Кліщіївка, Бахмут, Бахмутське і Соледар;
на Авдіївському напрямку — з танків та різнокаліберної артилерії в районах населених пунктів Мар'їнка, Водяне, Красногорівка, Первомайське та Невельське;
на Новопавлівському та Запорізькому напрямках — з танків, мінометів, ствольної та реактивної артилерії в районах населених пунктів Времівка, Вугледар, Полтавка, Ольгівське, Малинівка, Павлівка, Новоданилівка.
На Південнобузькому напрямку вогневого ураження зазнали райони понад 20 н.п. вздовж лінії зіткнення.
Окупанти здійснюють примусове переміщення цивільного населення. Так, в населеному пункті Каховка Херсонської області, громадян, які проживають в помешканнях вздовж берега Дніпра силоміць виселяють з осель. Навколо цивільного житла російські загарбники обладнують інженерні укріплення та мінно-вибухові загородження. В населеному пункті Новочорномор'я Скадовського району російські військовослужбовці психологічно та фізично тиснуть на мирних жителів. Їх виганяють з власних помешкань. Вивільнені таким чином оселі плануються під заселення окупантами.
Авіація Сил оборони протягом минулої доби завдала по ворогу 14 ударів. Під ураження потрапили райони зосередження озброєння та військової техніки, опорні пункти і позиції комплексів протиповітряної оборони противника. На різних напрямках наші підрозділи протиповітряної оборони збили 4 гелікоптери, 2 БпЛА та 45 ворожих крилатих ракет.
Воїни ракетних військ і артилерії за минулу добу уразили 2 пункти управління, 3 райони зосередження живої сили, озброєння і військової техніки та інші важливі військові об'єкти російських окупантів.

## 1-10 листопада 2022

### 1 листопада

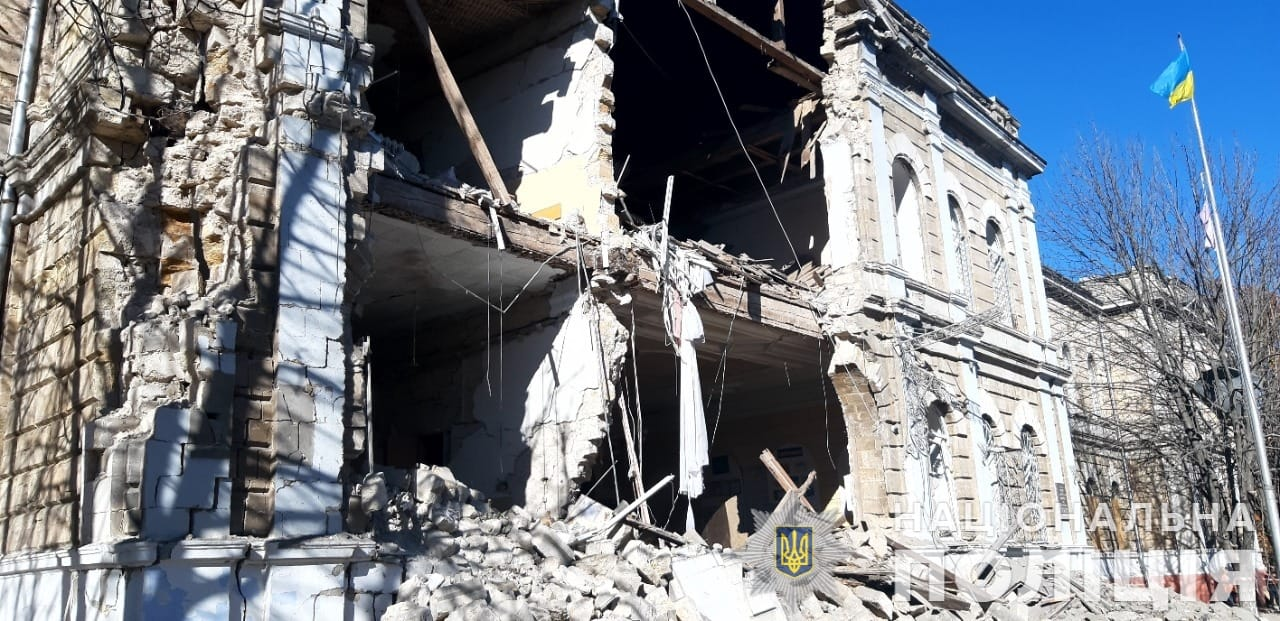
Перша українська гімназія імені Миколи Аркаса після обстрілу Миколаєва

За добу підрозділи Сил оборони відбили атаки окупантів в районах н.п. Макіївка, Невське і Білогорівка Луганської області та Верхньокам'янське, Спірне, Бахмут, Майорськ, Первомайське, Новомихайлівка, Водяне, Павлівка і Пречистівка Донецької області.
Протягом доби противник завдав 7 ракетних та 47 авіаційних ударів, здійснив понад 90 обстрілів з РСЗВ. Ворожих ударів зазнали райони більш як 25 населених пунктів. Серед них — Микільське Запорізької області, Павлівка на Донеччині, Полтава, Краматорськ, Нікополь та Миколаїв. Вночі окупанти вдарили ракетами по Миколаєву і БпЛА — по Полтаві. Пізно ввечері ворог зробив атаку дронами, 12 з яких було збито ППО над Дніпропетровською, Полтавською та Черкаською областями, а один влучив в об'єкт у Черкаській області.
Ворог обстрілював райони вздовж всієї лінії фронту від Сумщини до Миколаївщини.
У районі окупованого міста Волноваха зафіксовано вибухи на трасі Маріуполь-Донецьк.
Окупаційна адміністрація Херсонської області евакуювалась з Херсона до Скадовська.
Британська юридична фірма «McCue Jury and Partners» від імені українців, які змушені були виїхати з країни, подала до суду на  приватну військову компанію (ПВК) «Вагнера».

### 2 листопада

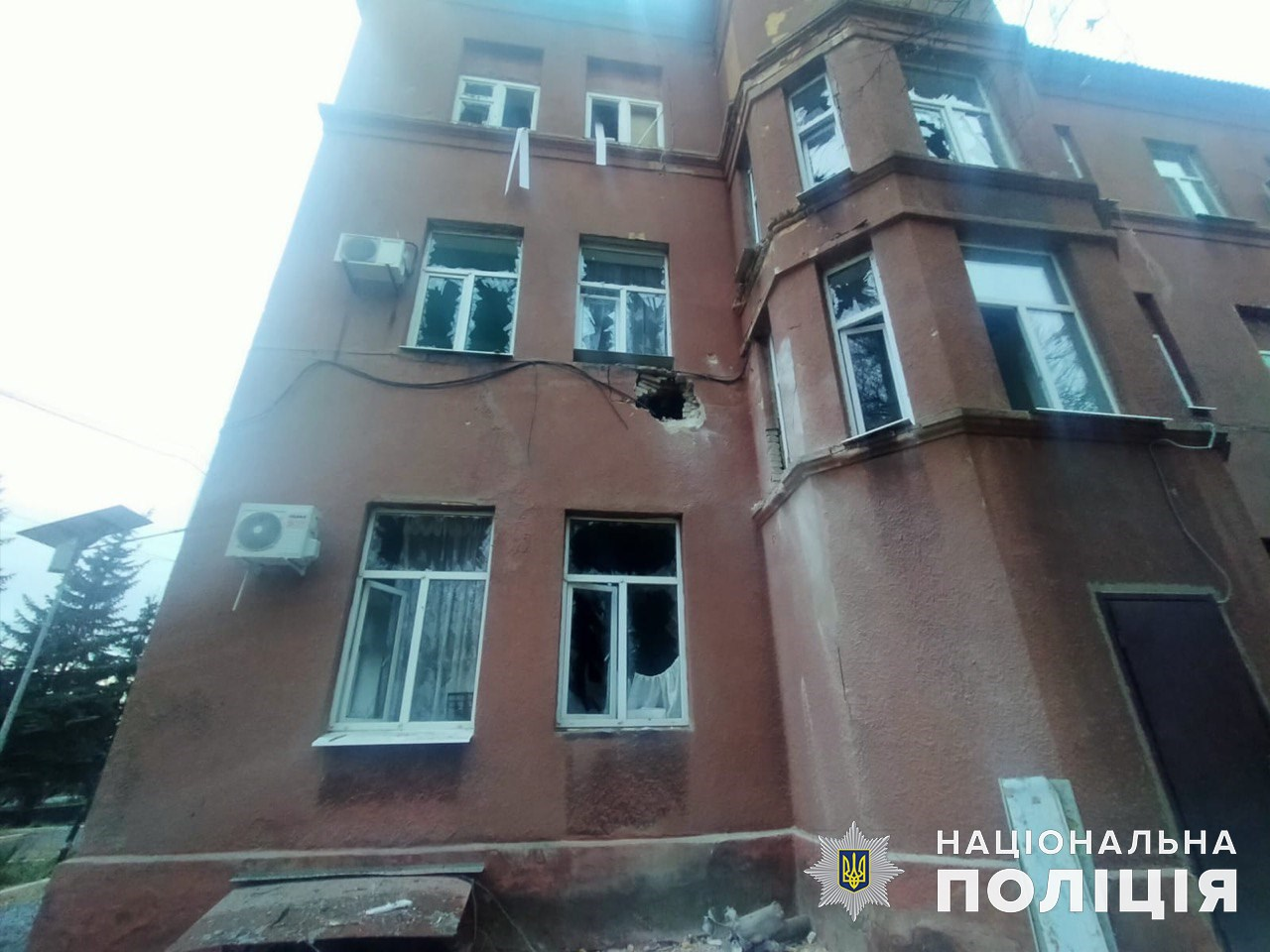
Центральна міська лікарня Торецька після обстрілу

Повідомляється про вибухи у окупованих Чорнобаївці та Херсоні. Пошкоджено переправу через Дніпро.
За добу підрозділи Сил оборони України відбили атаки окупантів в районах н.п. Макіївка, Невське і Білогорівка Луганської області; Верхньокам'янське, Спірне, Бахмут, Майорськ, Первомайське, Новомихайлівка, Водяне, Павлівка та Пречистівка на Донеччині.
Протягом доби противник завдав 3 ракетних та 24 авіаційних ударів, здійснив понад 80 обстрілів з РСЗВ.
Вночі ворог знову атакував об'єкти інфраструктури України ракетами та іранськими ударними БпЛА «Shahed 136» в районах більш, як 20 н.п. Серед них — Кременчук Полтавської області, Водяне, Вугледар, Красногорівка і Невельське на Донеччині, Сміла Черкаської області, Куп'янськ Харківської області, Невське Луганської області, Нова Кам'янка Херсонської області та Тернові Поди на Миколаївщині. Під вечір було зафіксовано влучання БпЛА «Shahed 136» по об'єкту в Кривому Розі. Також відбулися атаки на Дніпро, Запоріжжя, Харків і Миколаїв.
ЗСУ ліквідували В'ячеслава Зангієва, що був командиром бойового вертолітного полку у складі ПВК «Вагнера».
ЗАЕС повністю знеструмлена через обстріли росіян. Окупанти самовільно будують невідому споруду на майданчику сухого сховища відпрацьованого ядерного палива на Запорізькій АЕС.

### 3 листопада
О 5:00 в Мелітополі пролунали вибухи, було знищено один з основних штабів окупантів на території заводу «Рефма».
За добу підрозділи Сил оборони відбили атаки російських окупантів в районах н.п. Верхньокам'янське, Спірне, Мар'їнка, Новомихайлівка, Водяне та Павлівка Донецької області.
Ворог завдав 4 ракетних та 28 авіаційних ударів, здійснив понад 45 обстрілів з РСЗВ. Від цих злочинних дій постраждали близько 30 н.п. Запорізької, Дніпропетровської, Донецької, Херсонської та інших областей. Також обстріляно райони вздовж всієї лінії фронту від Сумської до Миколаївської областей.
У Херсоні з ОДА зник російський прапор, але за відомостями ГУР місто продовжує наповнюватися мобілізованими з РФ.
Російські війська намагаються оточити ЗСУ в районі села Павлівка на Вугледарському напрямі.
Україна провела черговий обмін полонених. Вдалося звільнити 107 воїнів — 6 офіцерів, 101 рядового та сержанта, зокрема, трьох «азовців»; 74 бійця захищали «Азовсталь»
Президент Греції Катерина Сакелларопулу та міністр національної оборони країни Нікос Панайотопулос прибули з візитом до Києва.

### 4 листопада

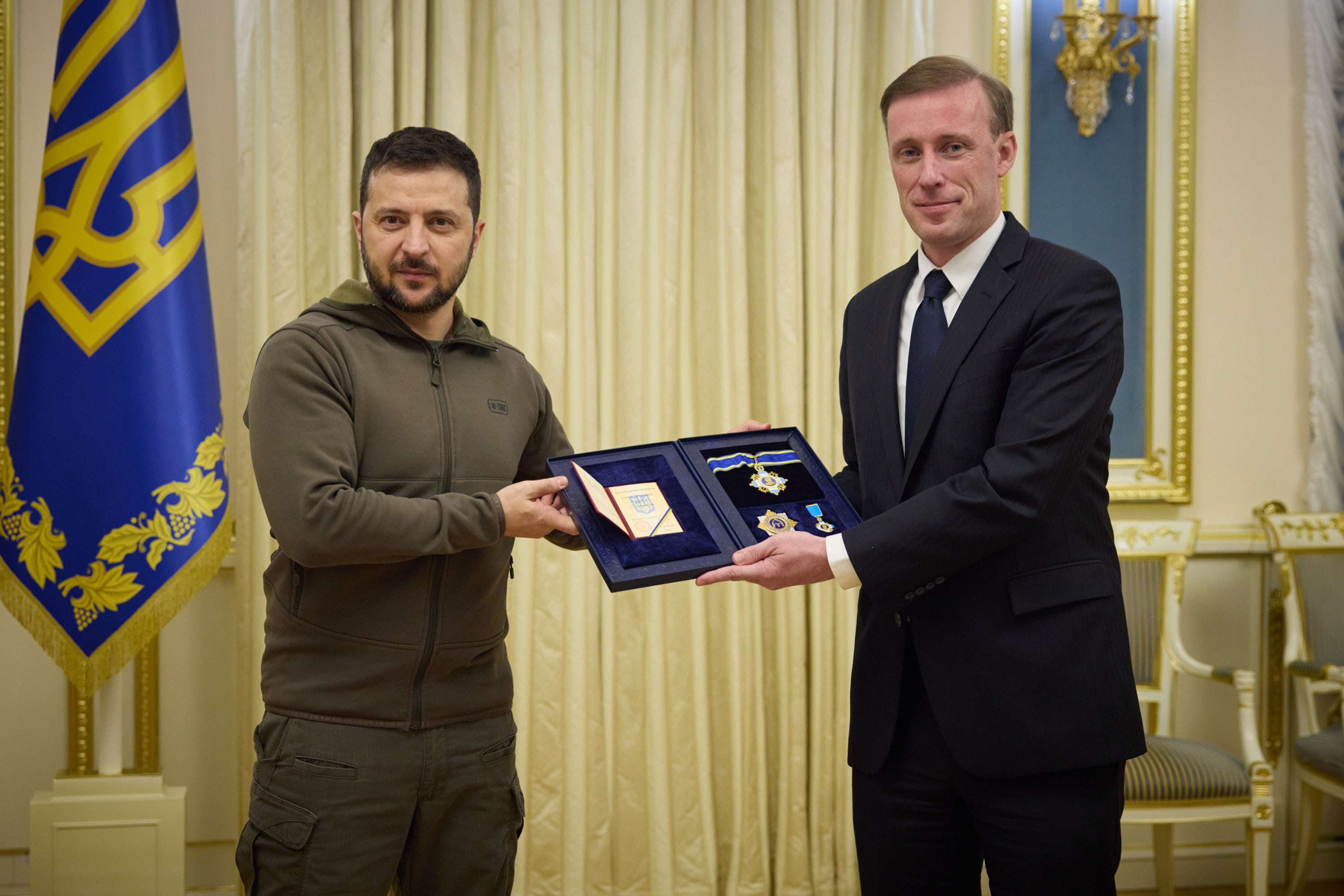
Президент України Зеленський на зустрічі з Радником Президента США з питань нацбезпеки Джейком Салліваном в Україні, 4 листопада 2022

ЗСУ відбили атаки окупантів в районах н.п. Білогорівка на Луганщині та Спірне, Бахмутське, Бахмут, Іванград, Кліщіївка, Озарянівка, Майорськ, Кам'янка, Первомайське, Невельське, Мар'їнка, Новомихайлівка і Павлівка Донецької області.
Протягом доби противник завдав 6 ракетних та 21 авіаційний удар, здійснив понад 60 обстрілів з РСЗВ. Ударів російських окупантів зазнали райони близько 20 н.п. Львівської, Харківської, Донецької, Дніпропетровської, Запорізької, Херсонської, Миколаївської та Вінницької областей. Також ворог обстрілював райони вздовж всієї лінії фронту від Чернігівщини до Миколаївщини.
Вінницьку область російські окупанти ввечері атакували дронами-камікадзе.
У Дніпропетровській області вночі збили 8 дронів-камікадзе ворога. Обстріляли «Градами» та важкою артилерією 4 громади: Нікопольську, Мирівську, Червоногригорівську та Марганецьку.
Українські захисники захопили найкращий російський танк Т-90М «Прорив». За вечір ППО Збройних сил України збила 2 російські ударні гелікоптери Ка-52, 2 крилаті ракети «Калібр», 11 дронів-камікадзе та 3 розвідувальні БПЛА.
В Україні заарештували майно президента компанії «Мотор Січ» В'ячеслава Богуслаєва та голови департаменту зовнішньоекономічної діяльності цього підприємства. У сумі — майже на 1 млрд грн.
Радник президента США з національної безпеки Джейкоб Салліван прибув в Україну і провів зустріч з військовими і президентом Володимиром Зеленським.
Десятьом категоріям чоловіків за певних умов дозволили виїжджати за кордон.

### 5 листопада

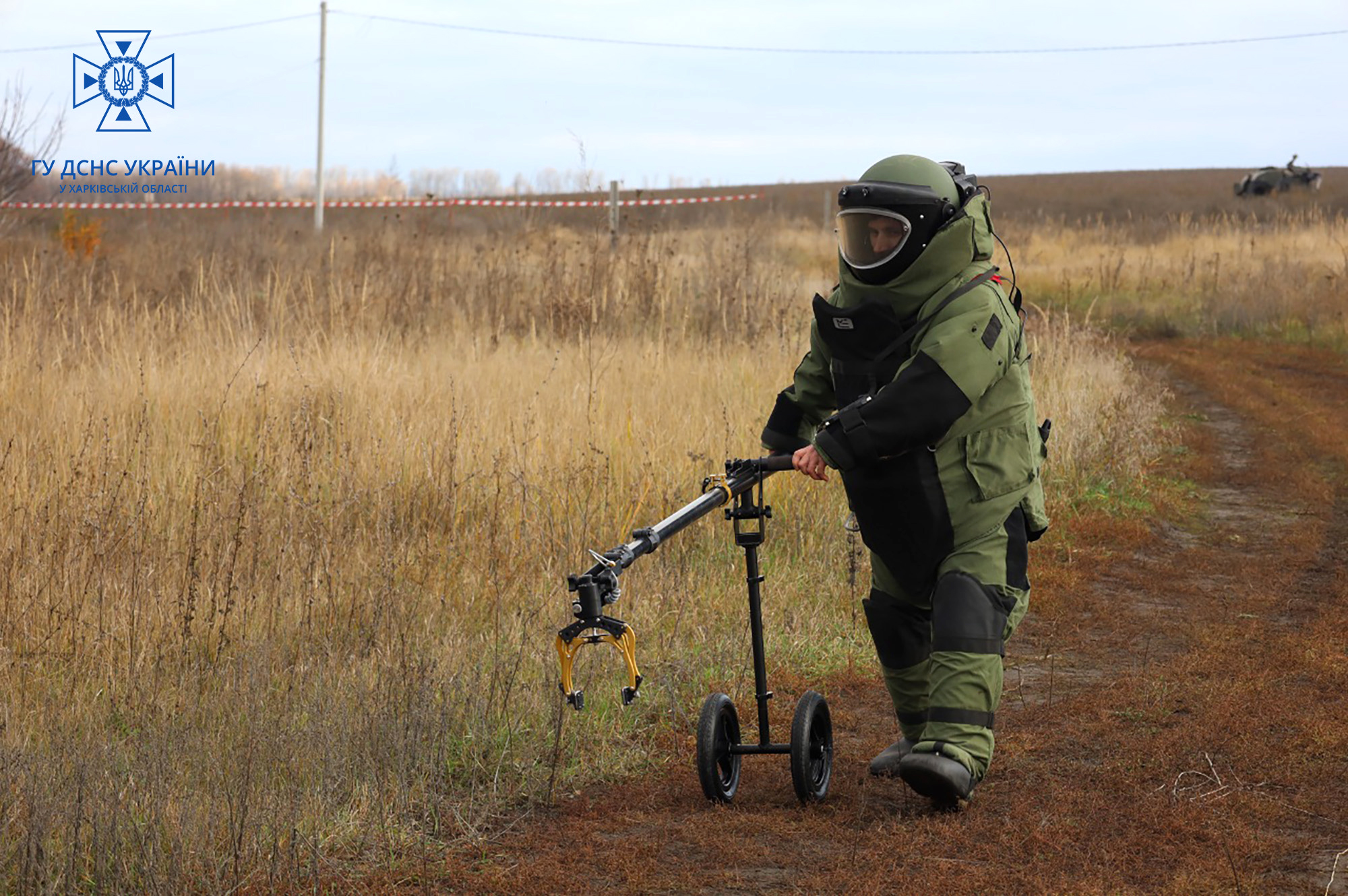
Розмінування в Харківській області

ЗСУ відбили атаки ворога в районах н.п. Зибине Харківської області, Білогорівка на Луганщині; Андріївка, Бахмутське, Берестове, Майорськ, Макіївка, Мар'їнка, Озарянівка, Опитне, Павлівка, Яковлівка і Ямполівка на Донеччині та Щербаки Запорізької області.
Російські окупанти завдали 4 ракетних та 19 авіаційних ударів, здійснили понад 75 обстрілів з реактивних систем залпового вогню.
Ударів противника зазнали райони понад 35 н.п. Чернігівської, Сумської, Харківської, Донецької, Запорізької, Херсонської та Миколаївської областей. Зокрема, уночі ворожих обстрілів зазнав Баштанський район на Миколаївщині.
Під селом Макіївка Луганської області українські військові знищили батальйон мобілізованих росіян з Воронезької області.

### 6 листопада
ЗСУ відбили атаки окупантів в районах н.п. Ямпіль, Андріївка, Красногорівка, Мар'їнка, Павлівка, Водяне, Новомихайлівка Донецької області та Білогорівка на Луганщині. Російським військам вдалось захопити частину Павлівки з великими втратами, близько 250 бійців.
Протягом доби противник завдав 4 ракетних та 24 авіаційних удари, здійснив понад 55 обстрілів з реактивних систем залпового вогню. Ворожих ударів зазнали райони 30 н.п. Запорізької, Донецької, Луганської, Миколаївської, Сумської та Херсонської областей. Зокрема, у Запоріжжі та області о 13:30 місцеві жителі повідомили про вибухи. Також ворог обстрілював райони вздовж всієї лінії фронту від Чернігівщини до Миколаївщини.
Понад десять населених пунктів у тимчасово окупованій Херсонській області, зокрема і Херсон, залишилися без електропостачання після того, як росіяни підірвали три опори ЛЕП у Бериславському районі.
Українські військові активно моніторять ситуацію на кордоні з Білоруссю. Туди активно звозять російських мобілізованих. Український військовий Валерій Маркус заявив, що жителям Волинської та Рівненської областей, які межують з Білоруссю, краще на деякий час виїхати у безпечніші місця.

### 7 листопада

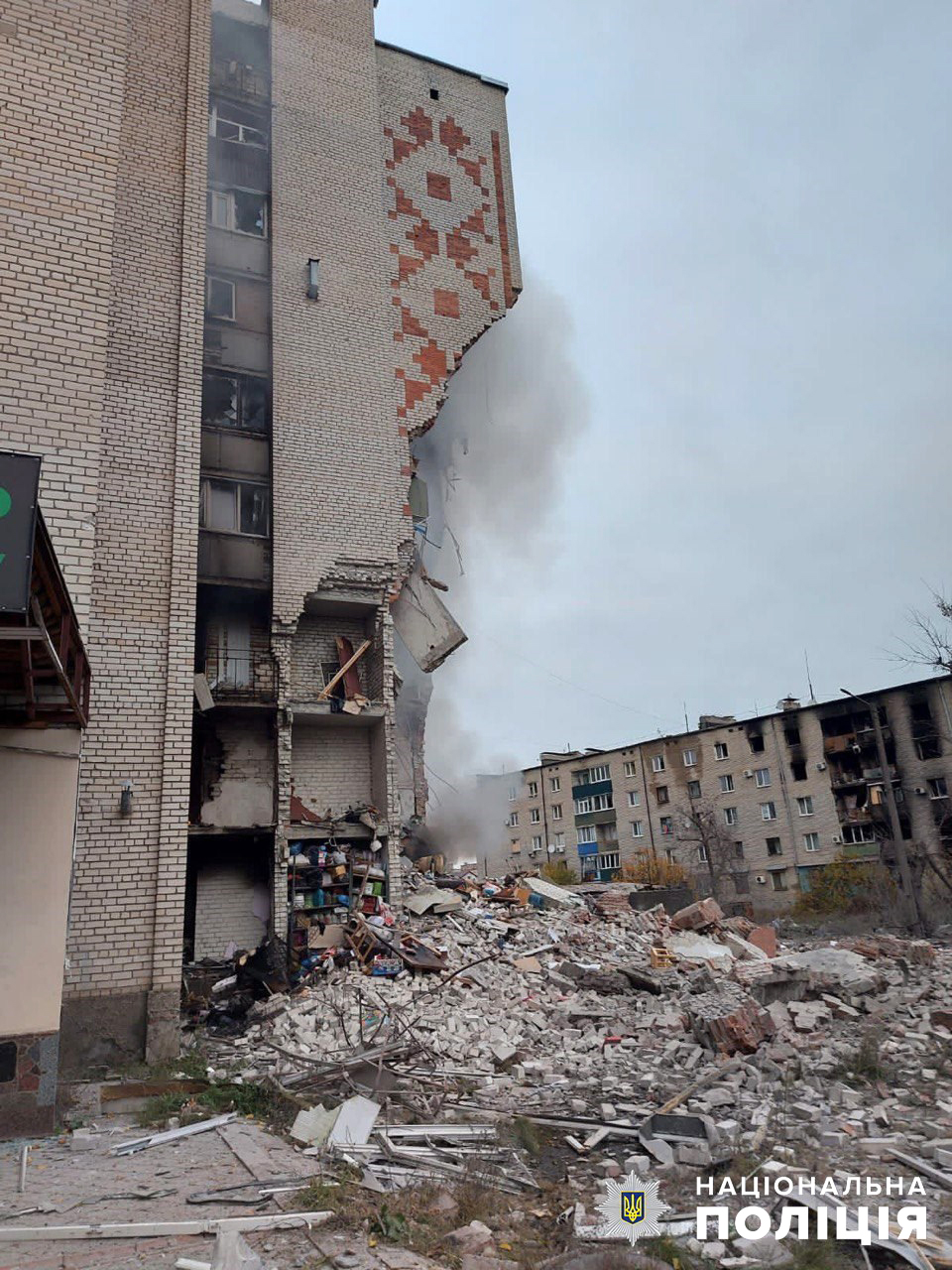
Будинок у Лимані після обстрілу

За добу підрозділи Сил оборони відбили атаки окупантів в районах н.п. Красногорівка, Бахмут, Іванград, Опитне, Кліщіївка, Мар'їнка, Павлівка, Водяне і Майорськ Донецької області та Білогорівка на Луганщині.
Протягом доби противник завдав 9 ракетних та 37 авіаційних ударів, здійснив понад 100 обстрілів з РСЗВ. Ударів зазнали райони більш як 25 н.п. Харківської, Луганської, Донецької, Запорізької, Дніпропетровської, Херсонської та Миколаївської областей, зокрема, вранці росіяни випустили 4 ракети по Краматорську Донецької області, вдарили по Лиману, також від обстрілів постраждало с. Золота Балка на Харківщині.
За повідомленням міністра оборони України Резнікова, системи ППО NASAMS і Aspide прибули до України.
Окупанти зі 155-ї бригади морської піхоти Тихоокеанського флоту РФ надіслали губернатору Примор'я Олегу Кожем'яко скаргу через те, що під Павлівкою на Донеччині вони зазнали великих втрат — загинуло кількасот (до 300) окупантів.

### 8 листопада

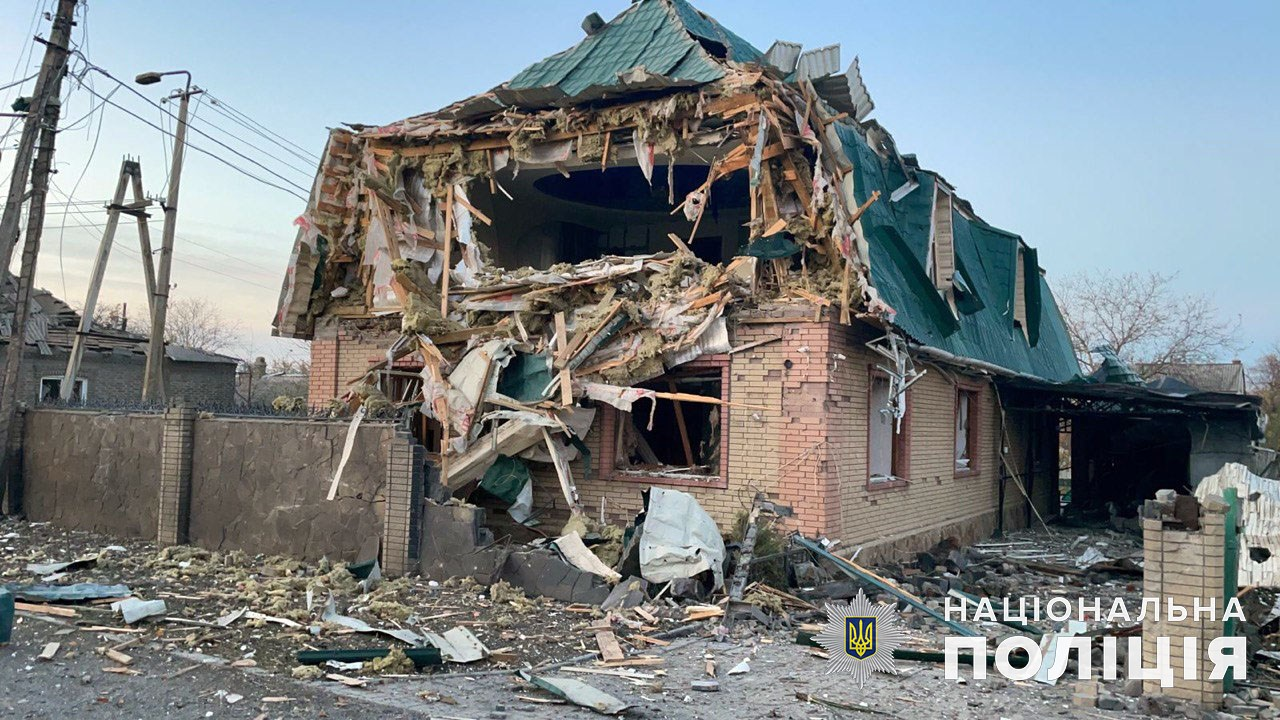
Будинок у Краматорську після обстрілу

За добу підрозділи Сил оборони України відбили атаки окупантів в районах н.п. Білогорівка і Новоселівське Луганської області та Бахмут, Бахмутське, Білогорівка, Веселе, Кліщіївка, Майорськ, Новомихайлівка, Опитне, Павлівка, Первомайське, Соледар і Яковлівка на Донеччині. Противник завдав 7 ракетних та 32 авіаційних удари, здійснив понад 70 обстрілів з реактивних систем залпового вогню. Ударів російських окупантів зазнали райони понад 35 н.п. Сумської, Харківської, Луганської, Донецької, Запорізької, Херсонської та Миколаївської областей.
В ночі з РСЗВ Град, та важкої артилерії було обстріляно Марганцеву та Нікопольську общини Дніпропетровської області.
Президент Володимир Зеленський запропонував продовжити в Україні дію воєнного стану і мобілізацію.

### 9 листопада

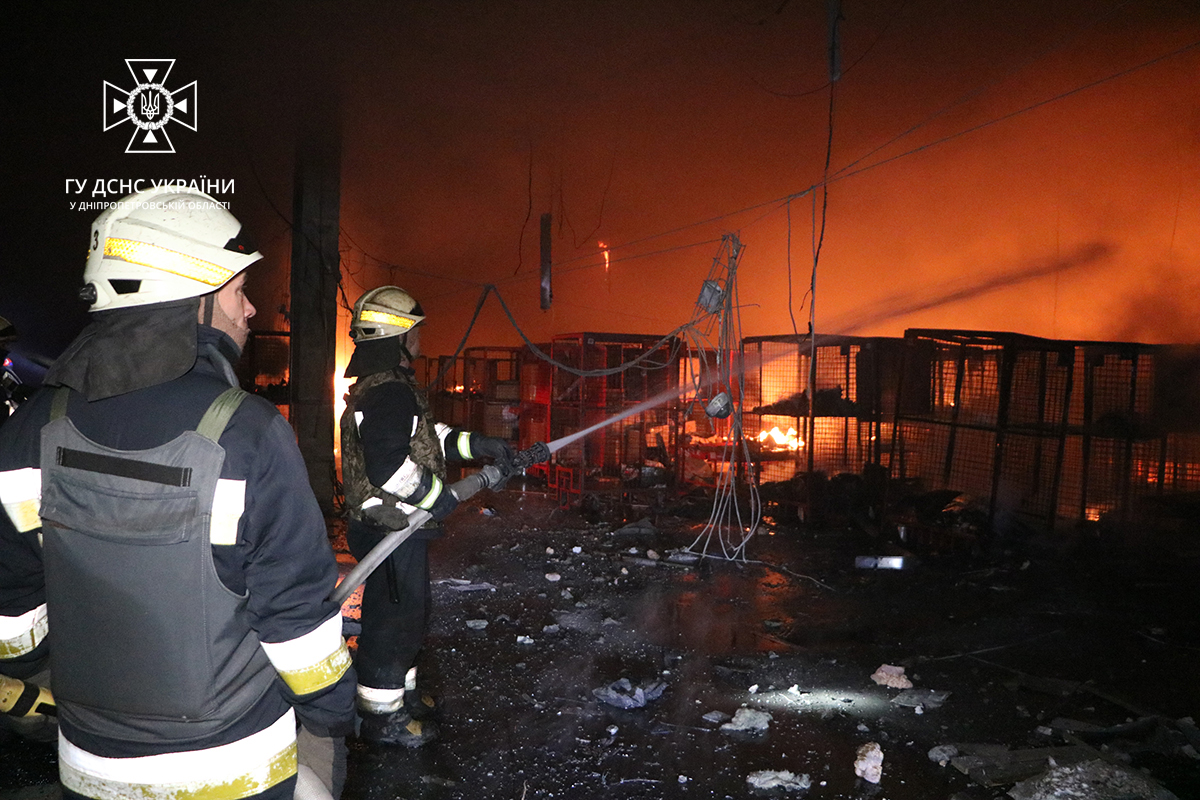
Пожежа після обстрілу Дніпра

За повідомленням Генштабу ЗСУ від 11.11.2022 звільнено 12 населених пунктів: Дудчани, П'ятихатки, Борозенське, Садок, Безводне, Іщенка, Костромка, Краснолюбецьк, Калинівське, Бобровий Кут, Безіменне і Благодатне.
За добу підрозділи Сил оборони України відбили атаки окупантів в районах н.п. Новоселівське і Макіївка Луганської області та Соледар, Кліщіївка, Майорськ, Яковлівка, Андріївка, Білогорівка, Веселе, Невельське, Первомайське і Новомихайлівка Донецької області.
Протягом доби противник завдав 11 ракетних та 22 авіаційних удари, здійснив понад 35 обстрілів з реактивних систем залпового вогню. Від цього постраждали райони понад 30 н.п. Донецької, Луганської, Дніпропетровської, Запорізької, Миколаївської, Сумської та Херсонської областей. Зокрема, в Дніпрі збито 5 шахідів, але є влучання в логістичне підприємство, поранено 4 співробітники відділення Нової Пошти. Над Запорізькою областю вранці вдалось знищити 5 ударних БпЛА «Shahed-136» та один «Орлан-10». Артилерійських обстрілів зазнали прифронтові райони від Чернігівської до Херсонської областей.
МО РФ оголосило про вивід військ окупантів з окупованого Херсона. Суровікін зазначив, що рішення про оборону на лівому березі Дніпра не було простим, але воно допоможе зберегти боєздатність угруповань російських військ. Українське керівництво не підтверджує цю інформацію.
В російських «ЗМІ» з'явилися дані про загибель у ДТП під Генічеськом одного з ватажків Херсонської окупаційної адміністрації Кирила Стремоусова.

### 10 листопада
Повідомляється про звільнення Снігурівки, Правдиного, Калинівського, Борозенського, Брускинського, Киселівки на Херсонському напрямку. Повідомляється про масову евакуацію загарбників з правого берега Дніпра на Херсонщині.
За добу підрозділи Сил оборони відбили атаки окупантів в районах н.п. Новоселівське, М'ясожарівка, Макіївка і Білогорівка Луганської області та Веселе, Соледар, Бахмут, Андріївка, Красногорівка, Опитне, Первомайське, Невельське, Мар'їнка і Павлівка Донецької області.
Протягом минулої доби російські окупанти завдали один ракетний та 17 авіаційних ударів, здійснили майже 100 обстрілів з реактивних систем залпового вогню. Від цих злочинних дій постраждали райони близько 20 н.п. Харківської, Луганської, Донецької, Дніпропетровської, Запорізької та Миколаївської областей. Артилерійських обстрілів зазнали прифронтові райони від Чернігівської до Херсонської областей.

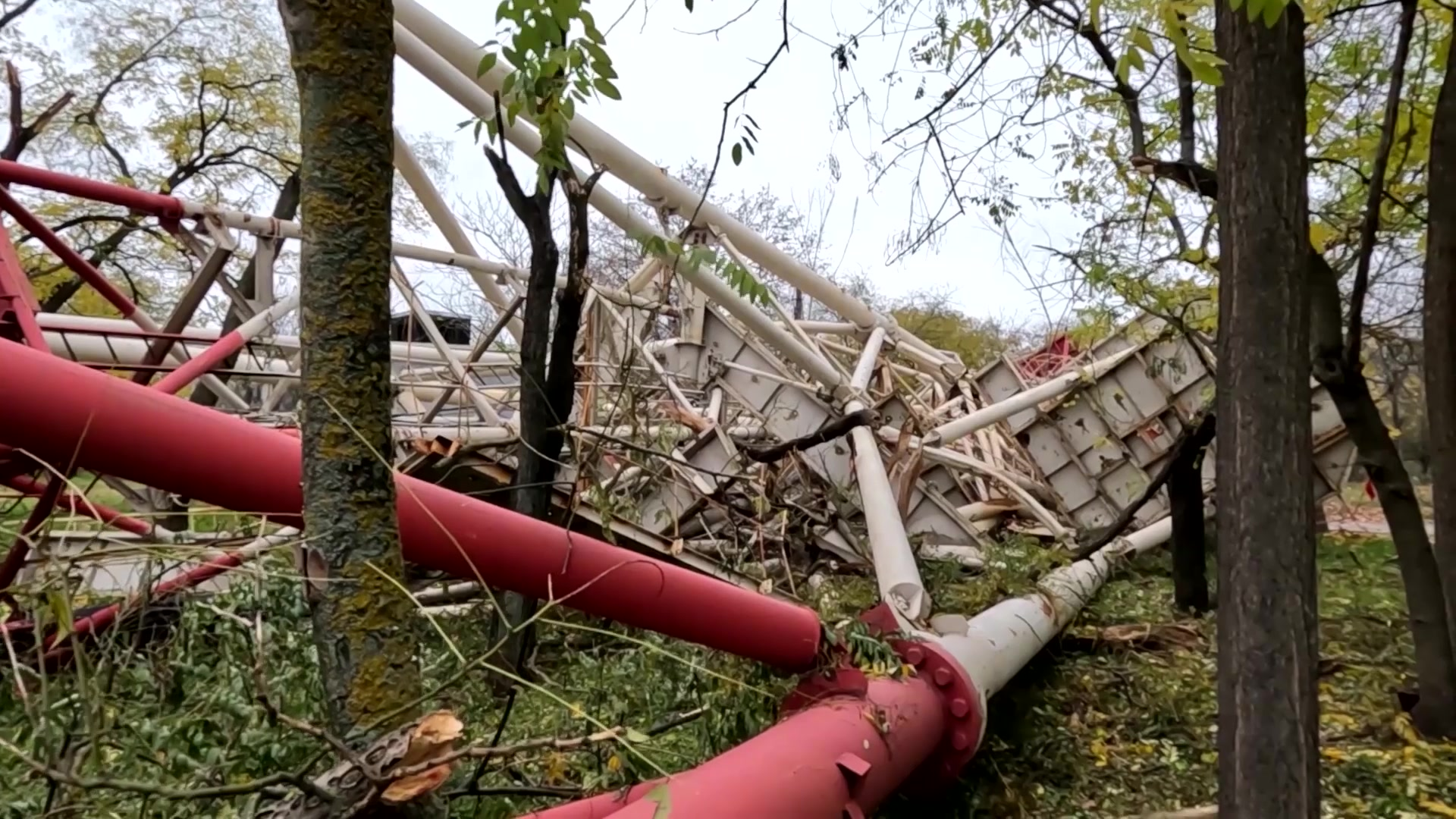
Херсонська телевежа, підірвана російською армією при відступі з міста

Повідомляють, що під час відступу росіяни знищують енергетичну інфраструктуру Херсонської області. Виведені з ладу котельні та станції електророзподілення. Підірвано також телецентр.

Жовтим кольором позначена підконтрольна Україні Херсонська область, червоним — окупована Росією територія, блакитним — територія, окупована Росією, а потім повернута Україні.

## 11— 20 листопада 2022

### 11 листопада
Надходять повідомлення про звільнення сіл у правобережній частині Херсонської області і про захід передових загонів ЗСУ до Херсона і Берислава. МО РФ повідомило, що «планово і без втрат відвело свої війська і техніку на лівий берег Дніпра» на Херсонщині. При цьому окупанти підірвали Антонівський міст і пошкодили міст Каховської ГЕС.
За добу підрозділи Сил оборони відбили атаки окупантів в районах н.п. Масютівка та Орлянка Харківської області; Новоселівське, М'ясожарівка, Макіївка і Білогорівка на Луганщині та Соледар, Бахмут, Красногорівка, Верхньокам'янське, Первомайське, Невельське, Мар'їнка і Павлівка Донецької області.
Протягом минулої доби противник завдав 4 ракетних і 23 авіаційні удари, здійснив понад 70 обстрілів з реактивних систем залпового вогню. Ударів зазнали понад 25 н.п. Харківської, Луганської, Донецької, Вінницької, Запорізької, Херсонської та Миколаївської областей. Артилерійських обстрілів зазнали прифронтові райони від Харківської до Херсонської областей

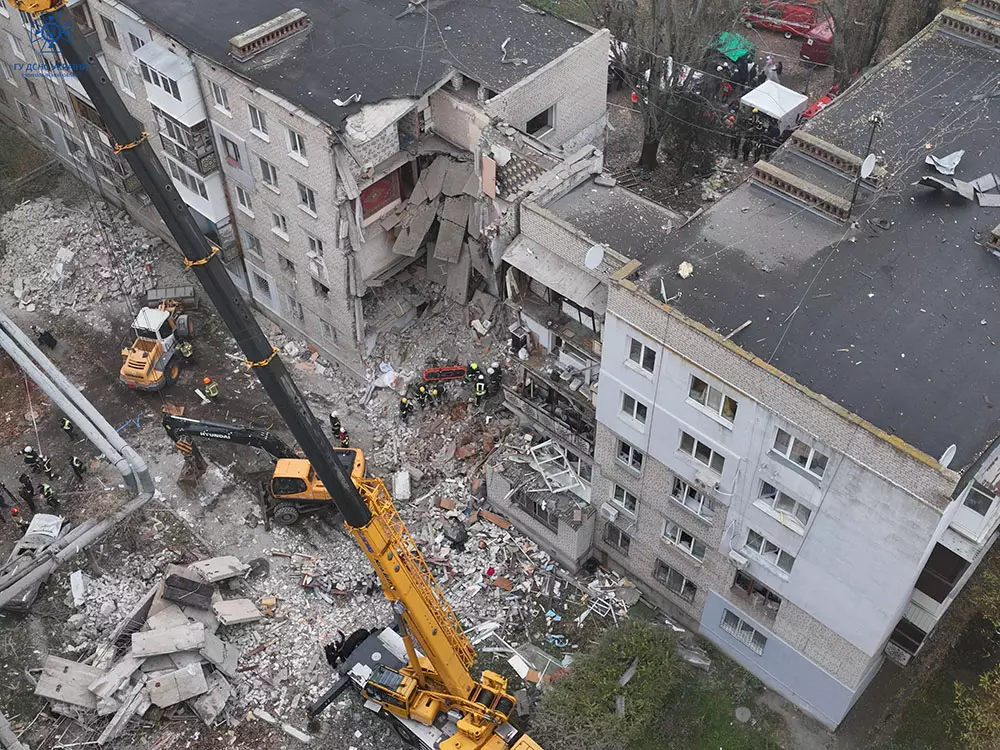
Житловий будинок у Миколаєві після обстрілу 11 листопада

Вночі ворог завдав удари по інфраструктурному об'єкту у Вінницькій області і житловому будинку в Миколаєві (загинуло 7 осіб)
Україна створює перший у світі флот морських дронів: на нього збиратимуть через UNITED24.
Силами ЗСУ було звільнено Херсон, наступного дня там запрацювала нацполіція та українське радіо і ТБ.

### 12 листопада
За добу підрозділи Сил оборони України відбили атаки окупантів в районах н.п. Стельмахівка і Новоселівське Луганської області та Торське, Бахмут, Білогорівка, Спірне, Торецьк, Красногорівка, Первомайське, Мар'їнка, Новомихайлівка і Павлівка на Донеччині.
В звільнених населених пунктах Херсонської області тривають стабілізаційні заходи. Ворог продовжує фортифікаційне обладнання оборонних рубежів на лівому березі Дніпра.
Протягом доби противник завдав 4 ракетних та 16 авіаційних ударів, здійснив понад 40 обстрілів з реактивних систем залпового вогню. Ударів зазнали понад 20 населених пунктів Запорізької, Черкаської, Харківської і Донецької областей. Артилерійських обстрілів зазнали прифронтові райони від Харківської до Херсонської областей
Російські окупанти підірвали дамбу у Новій Каховці, для ускладнення наступу ЗСУ.
Ввечері російські війська вдарили по житловим об'єктам Шевченківського району Запоріжжя з ракетного комплексу «Іскандер-К». Снаряд не здетонував.
Прикордонники назвали умови, за яких випускатимуть чоловіків з України під час воєнного стану.

### 13 листопада

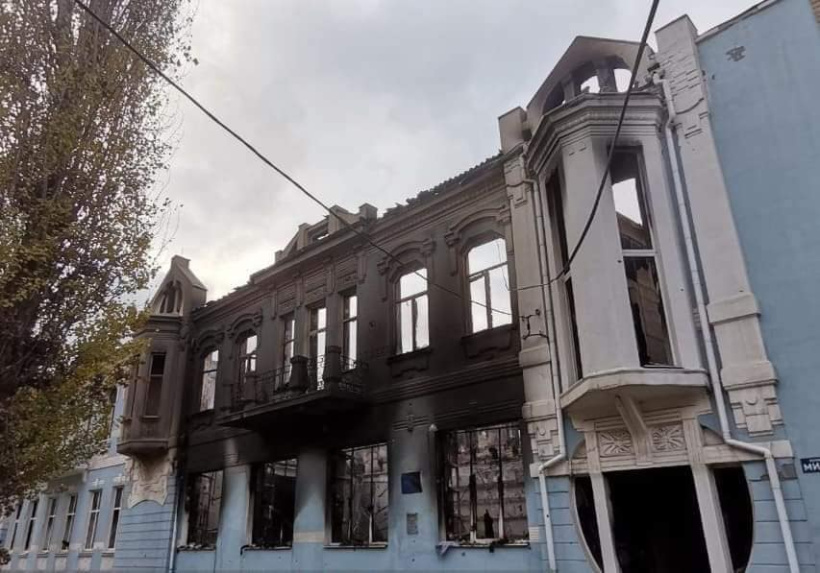
Бахмутський центр дітей та юнацтва після обстрілу

Повідомляється про успішні дії українського десанту на Кінбурнській косі.
За добу підрозділи Сил оборони України відбили атаки окупантів в районах н.п. Новоселівське, Стельмахівка і Білогорівка Луганської області та Білогорівка, Курдюмівка, Водяне і Мар'їнка на Донеччині.
Протягом доби противник завдав 4 ракетних та 13 авіаційних ударів, здійснив близько 60 обстрілів з РСЗВ. Зокрема, постраждали місто Харків та населені пункти Харківської області. Артилерійських обстрілів зазнали прифронтові райони від Чернігівської до Херсонської областей
Росіяни вивезли до Криму тварин зоопарку Херсона. Повідомляють про вкраденого енота, ламу та віслюка.
Зеленський повідомив нові умови, за яких Київ сяде за стіл переговорів з Москвою.

### 14 листопада

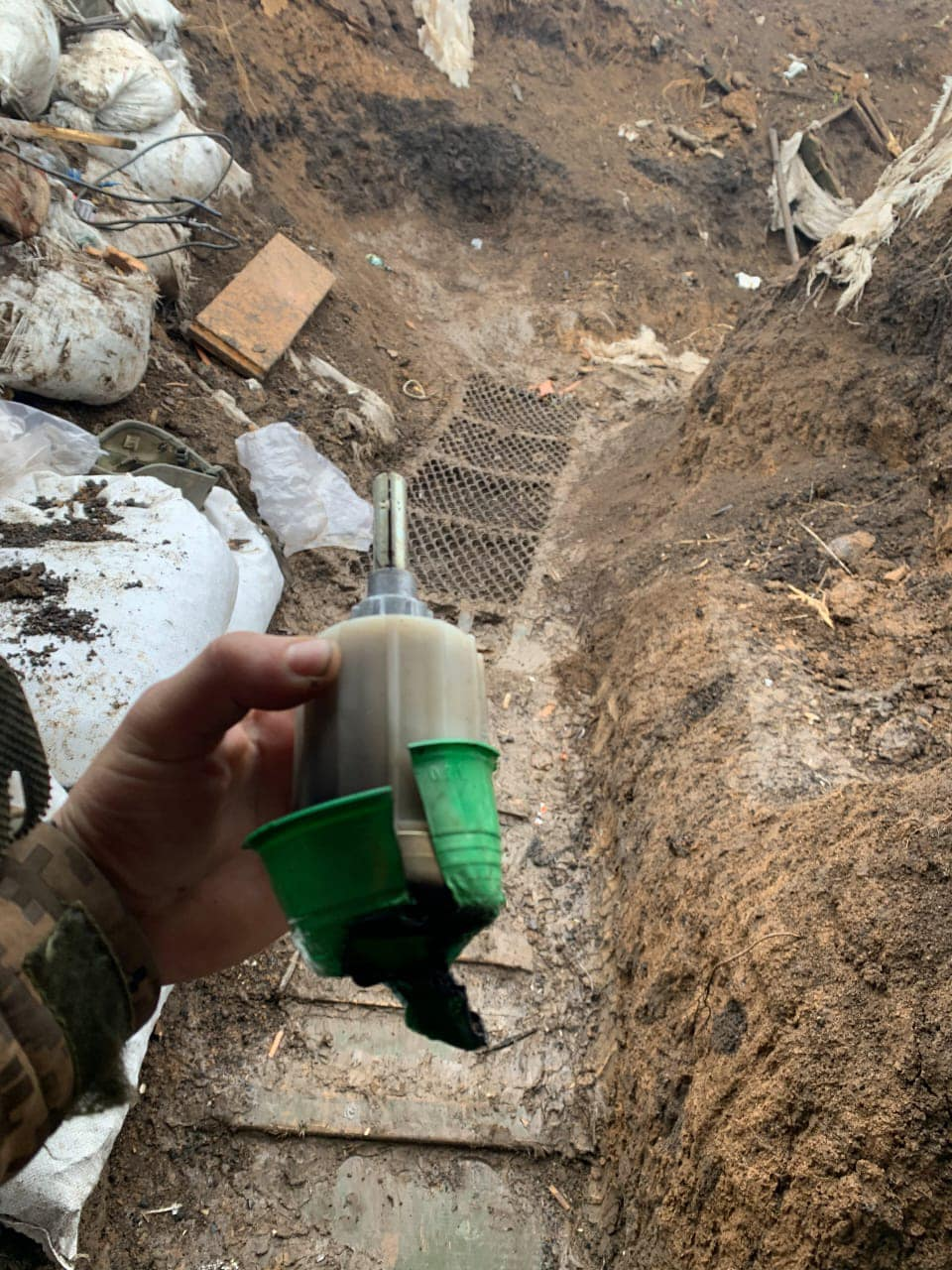
Сльозогінна граната К-51, скинута з російського дрона на українських прикордонників

Комітет Верховної ради з питань оборони підтримав проєкти указів президента Зеленського про продовження строку дії воєнного стану та загальної мобілізації ще на 90 днів до 19 лютого 2023 року.
За минулу добу підрозділи Сил оборони відбили атаки окупантів в районах населених пунктів: Новоселівське Луганської області; Білогорівка, Бахмут, Бахмутське, Времівка, Красногорівка, Мар'їнка, Новокалинове, Новомихайлівка, Первомайське Донецької області.
Протягом доби противник завдав 4 ракетних та 23 авіаційні удари, здійснив понад 70 обстрілів з РСЗВ. Артилерійських обстрілів зазнали прифронтові райони від Сумської до Херсонської областей
Генасамблея ООН ухвалила резолюцію про репарації Україні за війну Росії. За резолюцію проголосували 94 країни.
У росії замислились щодо перевороту після військових поразок в Україні У керівництві РФ почалася внутрішня боротьба та з’явилися ті, хто критикує дії військово-політичного командування.

### 15 листопада

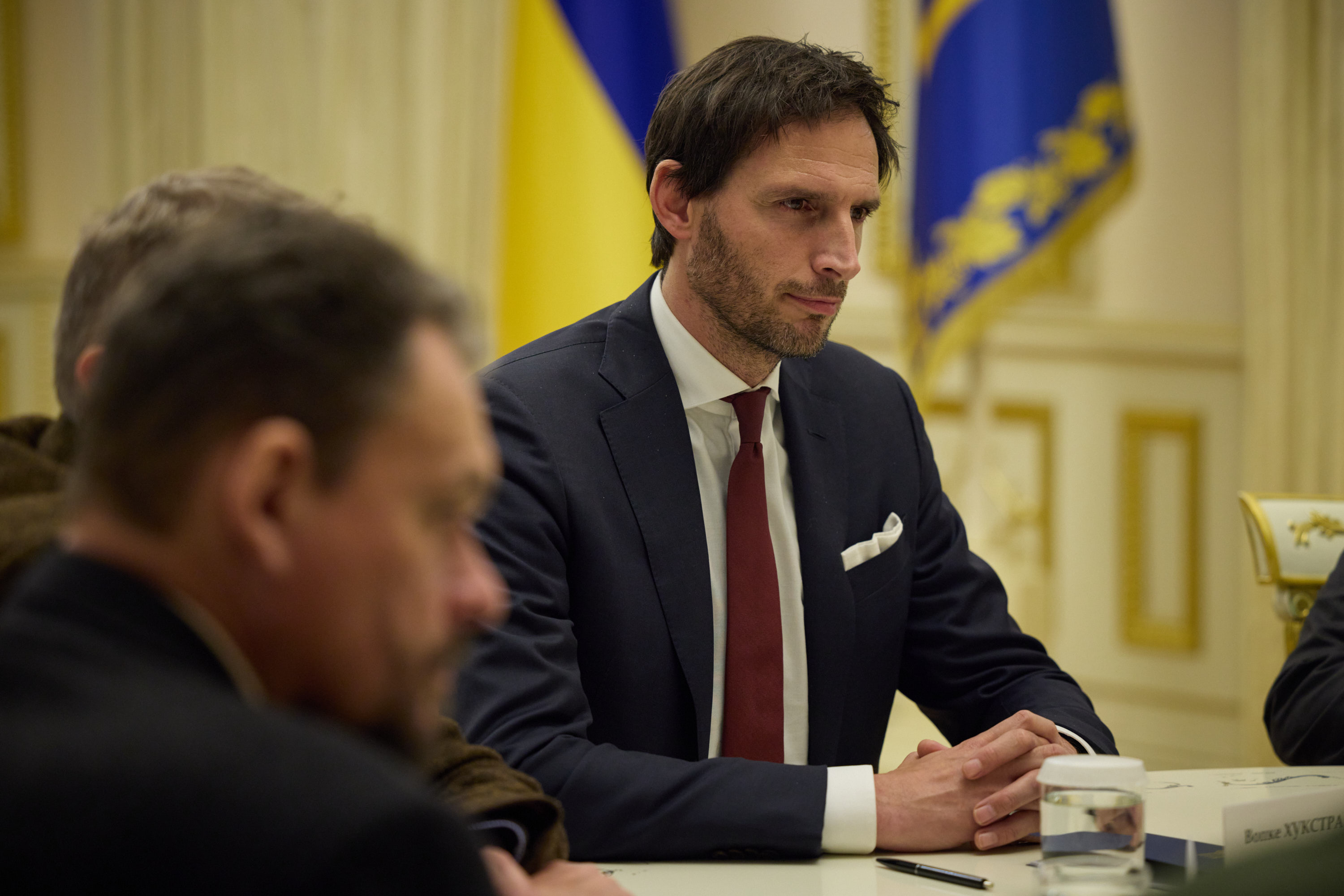
Міністр закордонних справ Нідерландів Вопке Гукстра на зустрічі з Володимиром Зеленським 15.11.2022

За добу українські воїни відбили атаки російських окупантів в районах населених пунктів Білогорівка, Курдюмівка, Новокалинове, Веселе, Авдіївка, Первомайське, Водяне, Новомихайлівка та Времівка Донецької області.

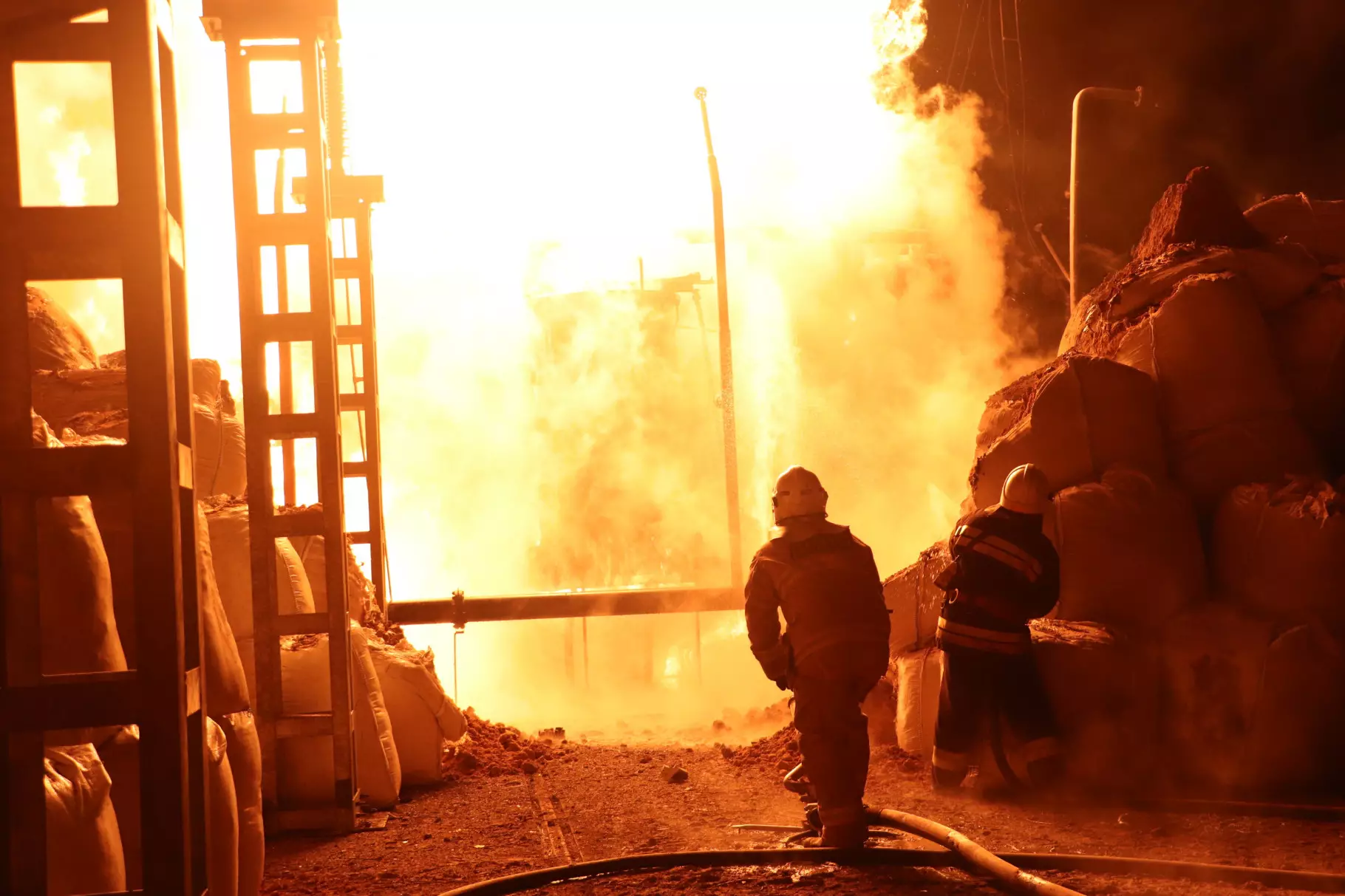
Пожежа після обстрілу інфраструктурного об'єкта в Київській області

Вдень ворогом було здійснено масованого ракетного удару по інфраструктурним об'єктам в центрі і на заході України. 2 ракети влучили по прикордонному району Польщі (2 загиблих). Наступного дня президент Польщі Анджей Дуда висловився про падіння ракети в Люблінському воєводстві на фермі в Пшеводові, що за 65 км від кордону з Україною.
Внаслідок удару тимчасово було знеструмлено, зокрема, значні частини Києва, Львова, Кривого Рога, Житомира, Харківської, Волинської, Рівненської, Тернопільської областей тощо, виникли перебої з електрикою і в інших областях.
Було випущено понад 90 ракет, з яких збито понад 77. Також знищені всі 10 запущених іранських дронів-камікадзе та БпЛА «Оріон». В районі Київської області силами ППО було знищено 18 з 21 ракет. Дві ракети поцілило по житловим будівлям Києва, є загиблі.
Артилерійських обстрілів зазнали прифронтові райони від Сумської до Херсонської областей, зокрема, ворожих ударів зазнали Нікопольській район та передмістя Запоріжжя.
Україна повідомила російську компанію «Транснєфть», що прокачування нафти трубопроводом «Дружба» у напрямку Угорщини призупинено через падіння напруги.

### 16 листопада

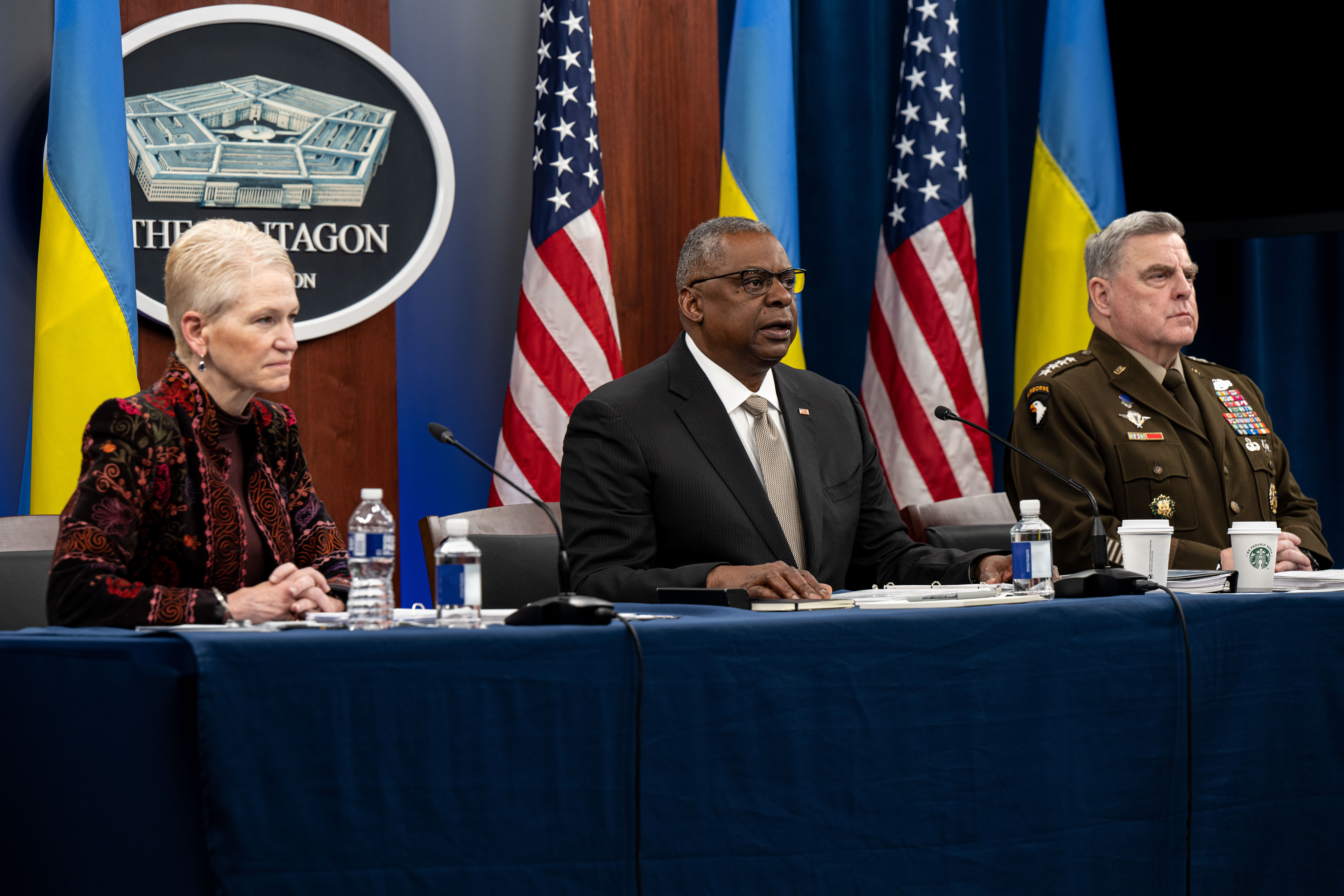
Засідання Контактної групи з захисту України

За добу підрозділи Сил оборони України відбили атаки окупантів в районах н.п. Стельмахівка і Білогорівка Луганської області та Верхньокамянське, Соледар, Невельське, Мар'їнка і Первомайське на Донеччині.
Російські окупанти завдали 4 авіаційних та 6 ракетних ударів, здійснили понад 40 обстрілів з реактивних систем залпового вогню. Зокрема, ракетного удару зазнали об'єкти цивільної інфраструктури міста Запоріжжя. Росіяни обстріляли звільнений Куп'янськ, є загибла жінка та поранений поліцейський.
В Україні  вп'яте продовжили воєнний стан і загальну мобілізацію - до 19.02.2022.

### 17 листопада
За добу підрозділи Сил оборони відбили атаки окупантів в районах населених пунктів Новоселівське і Стельмахівка Луганської області та Білогорівка, Верхньокам’янське, Спірне, Опитне, Первомайське, Водяне та Новомихайлівка Донецької області.

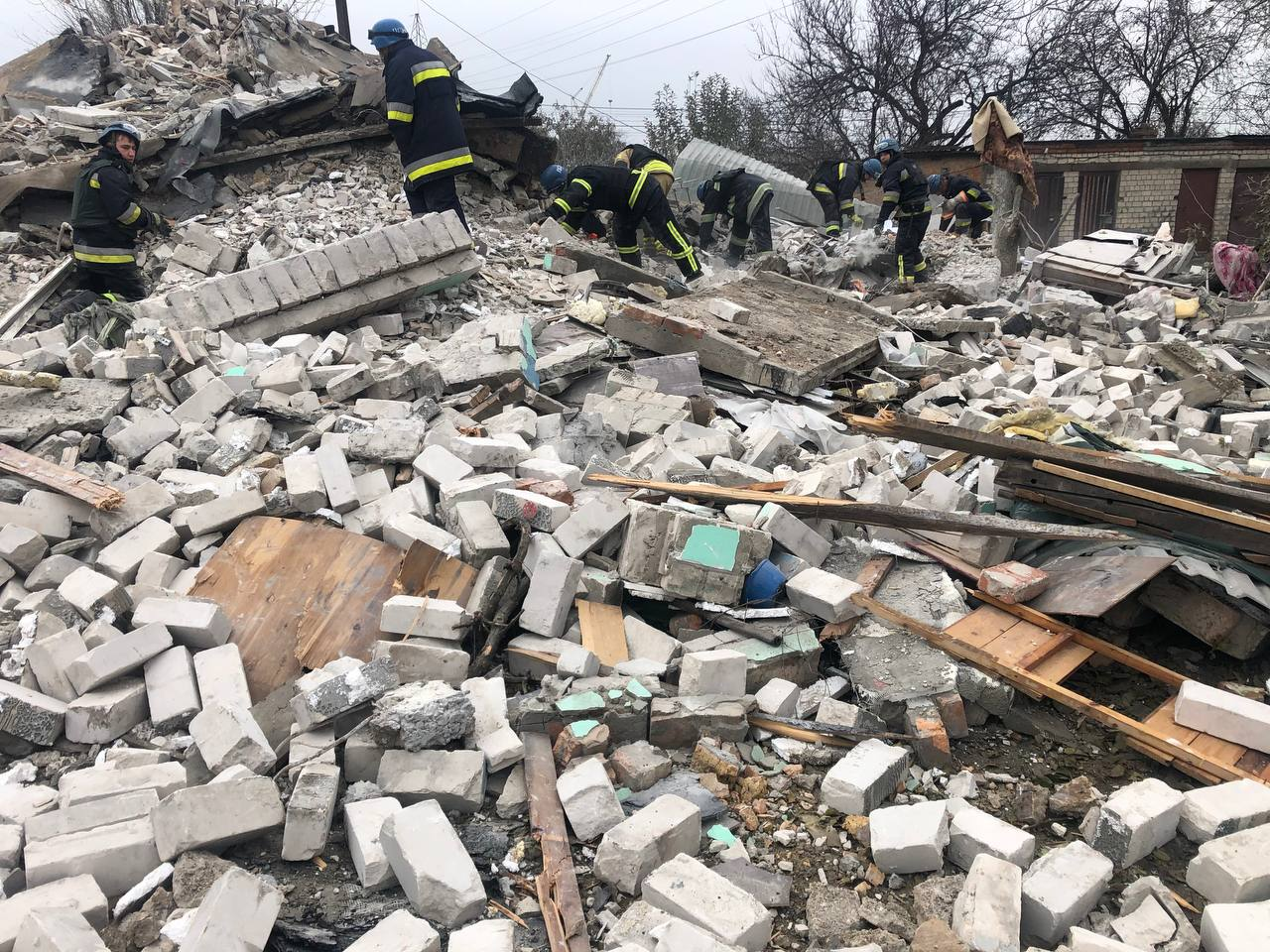
Будинок у Вільнянську після російського обстрілу

За добу російські загарбники завдали 5 авіаційних та 27 ракетних ударів, здійснили понад 50 обстрілів з РСЗВ. Протягом минулої доби від ракетних ударів постраждали об’єкти цивільної інфраструктури в населених пунктах Балаклія та Ізюм Харківської області; Вільнянськ Запорізької області; Дніпро та Нікополь на Дніпропетровщині; Очаків Миколаївської області та Одеса. Над Києвом збили чотири ракети та п'ять дронів-камікадзе.
Росія здійснила масований ракетний обстріл інфраструктурних об’єктів України. Було випущено 18 крилатих ракет з літаків стратегічної авіації. Ракети Путіна вдарили зокрема, по об’єктах газової інфраструктури. Крім того, внаслідок обстрілів пошкоджені житлові будинки, десятки людей у Дніпрі, Харківській та Одеській областях зазнали поранень різного ступеня тяжкості.
До постраждалих потрапило місто Дніпро. Зокрема, Південний машинобудівний завод, який виготовляє ракети, зазнав нападу. Окупанти завдали ракетних ударів по Ізюмському району Харківської області та попали по об’єктам критичної інфраструктури. В результаті троє співробітників підприємства отримали поранення. В Одесі під час ранкових обстрілів ворог вразив об’єкт інфраструктури, троє людей постраждали. Зокрема, росіяни здійснили пуск Калібрів, а також із використанням тактичної авіації із Су-30 запустили шість ракет повітряного базування.
Суд Гааги визнав винними Сергій Дубинський, Олег Пулатов, Леонід Харченко та Ігор Стрєлков-Гіркін у збитті MH17.
Росія запускає по Україні крилаті ракети Х-55 з імітатором ядерної боєголовки

### 18 листопада
За  добу підрозділи Сил оборони відбили атаки російських окупантів в районах Білогорівки, Зеленопілля, Кліщіївки, Первомайського, Водяного та Новомихайлівки Донецької області.
За минулу добу ворог завдав 10 авіаційних та 10 ракетних ударів, здійснив 42 обстріли з РСЗВ. Зокрема, постраждало Запоріжжя (промисловий об'єкт) і Нікопольській район.
Товариство Червоного Хреста в Україні готове залучити додаткові 100 мільйонів гривень для виплат грошової допомоги українцям. Надання кеш-підтримки у розмірі 1200 гривень жителям деокупованих територій реалізується в межах спільного проєкту Мінреінтеграції, ТЧХУ та Укрпошти.

### 19 листопада
За  добу підрозділи Сил оборони відбили атаки російських окупантів в районах населених пунктів Білогорівка Луганської області та Спірне, Яковлівка, Бахмутське, Бахмут, Опитне і Кліщіївка на Донеччині.
Ворог завдав одного авіаційного та 4 ракетних удари, здійснив 59 обстрілів з РСЗВ.
Ракетних ударів російської федерації зазнали об’єкти цивільної інфраструктури міст Святогірськ та Краматорськ. Також ворог обстріляв будівлю промислової інфраструктури Запоріжжя, унаслідок чого без опалення залишилось 123 багатоповерхівки (~ 20тисяч людей), одна людина загинула. Вночі ворог обстріляв Херсон, ураження отримав житловий будинок.
У Херсоні правоохоронці виявили повний перелік зрадників, які несли службу в поліції окупантів.
До Херсона з Києва прибув перший з 24.02.2022 потяг.

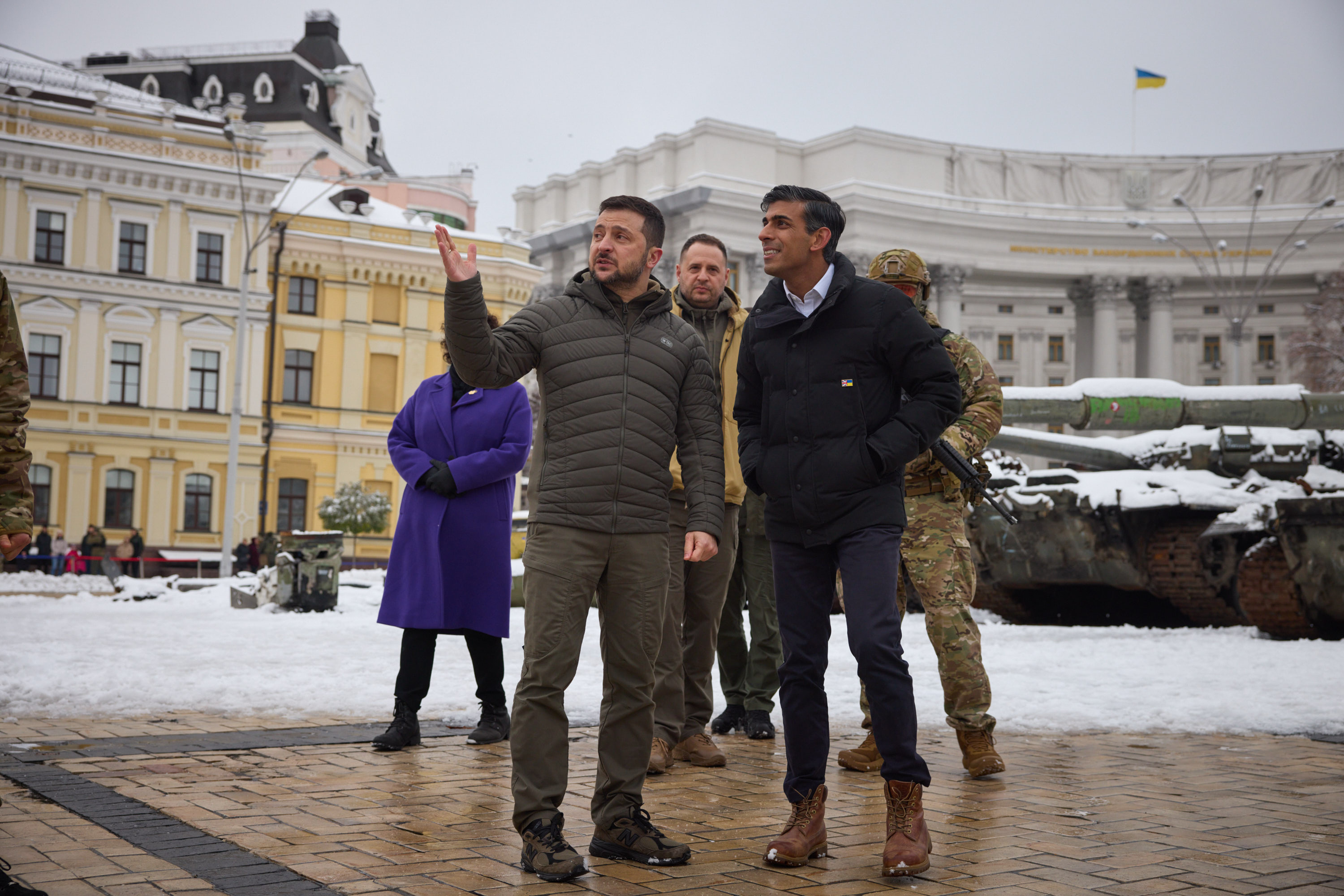
Зустріч Володимира Зеленського та Ріші Сунака

Київ відвідав прем'єр Великої Британії Ріші Сунак. Він заявив про необхідність зниження впливу Росії та її президента Путіна на світову економіку.

### 20 листопада
За добу ЗСУ відбили атаки окупантів в районах н.п. Бахмут, Білогорівка, Курдюмівка, Мар’їнка, Новомихайлівка, Первомайське, Підгородне, Спірне, Стельмахівка та Яковлівка Донецької області.
За минулу добу ворог завдав 2 ракетних удари та здійснив понад 60 обстрілів з РСЗВ. Російських ракетних ударів зазнали об’єкти цивільної інфраструктури міста Куп’янськ Харківської області.
Війська рф вкотре відкривали вогонь по Донеччині: із ЗРК «С-300», артилерії та мінометів обстріляли: міста Бахмут, Авдіївка, Вугледар, Краматорськ, Святогірськ, Курахове, смт Велика Новосілка, села Карлівка, Максимільянівка, Соловйове. Унаслідок обстрілів є постраждалі, зокрема 15-річна дитина.
Ворог вночі та вранці завдав ударів по території ЗАЕС, що розташована поряд із окупованим Енергодаром в Запорізькій області. Пролунало щонайменше 12 вибухів. Пошкоджені деякі будівлі, системи й обладнання.
Росія використала проти України вже 4 700 ракет.
Росія наразі шукає можливості домогтися “короткого перемир’я”. Про це заявив Володимир Зеленський під час онлайн-виступу на Міжнародному безпековому форумі в Галіфаксі.

## 21 — 30 листопада 2022

### 21 листопада
За добу підрозділи Сил оборони України відбили атаки окупантів в районах н.п. Стельмахівка на Луганщині та Спірне, Білогорівка, Яковлівка, Соледар, Бахмут, Кам’янка, Опитне, Веселе, Первомайське, Красногорівка, Мар’їнка і Новомихайлівка Донецької області.
За добу противник завдав 9 авіаційних, 7 ракетних ударів та здійснив понад 50 обстрілів з РСЗВ. Постраждали об’єкти цивільної інфраструктури в населених пунктах Комишуваха та Новотроїцьке Запорізької області. Також військові РФ обстрілювали Херсон, є поранені цивільні. У Вовчанську внаслідок вечірніх обстрілів із РСЗВ постраждали двоє людей.
Російські військові використали сміттєзвалище в Херсоні для спалювання трупів.
Парламентська асамблея НАТО закликала створити спеціальний Міжнародний трибунал щодо агресії Росії та визнала її державою-терористом
Як зазначив Голова Європейського бюро ВООЗ Ганс Клюге "2-3 мільйони українців будуть вимушені покинуть свої домівки на початку зими, через побутові проблеми".

### 22 листопада

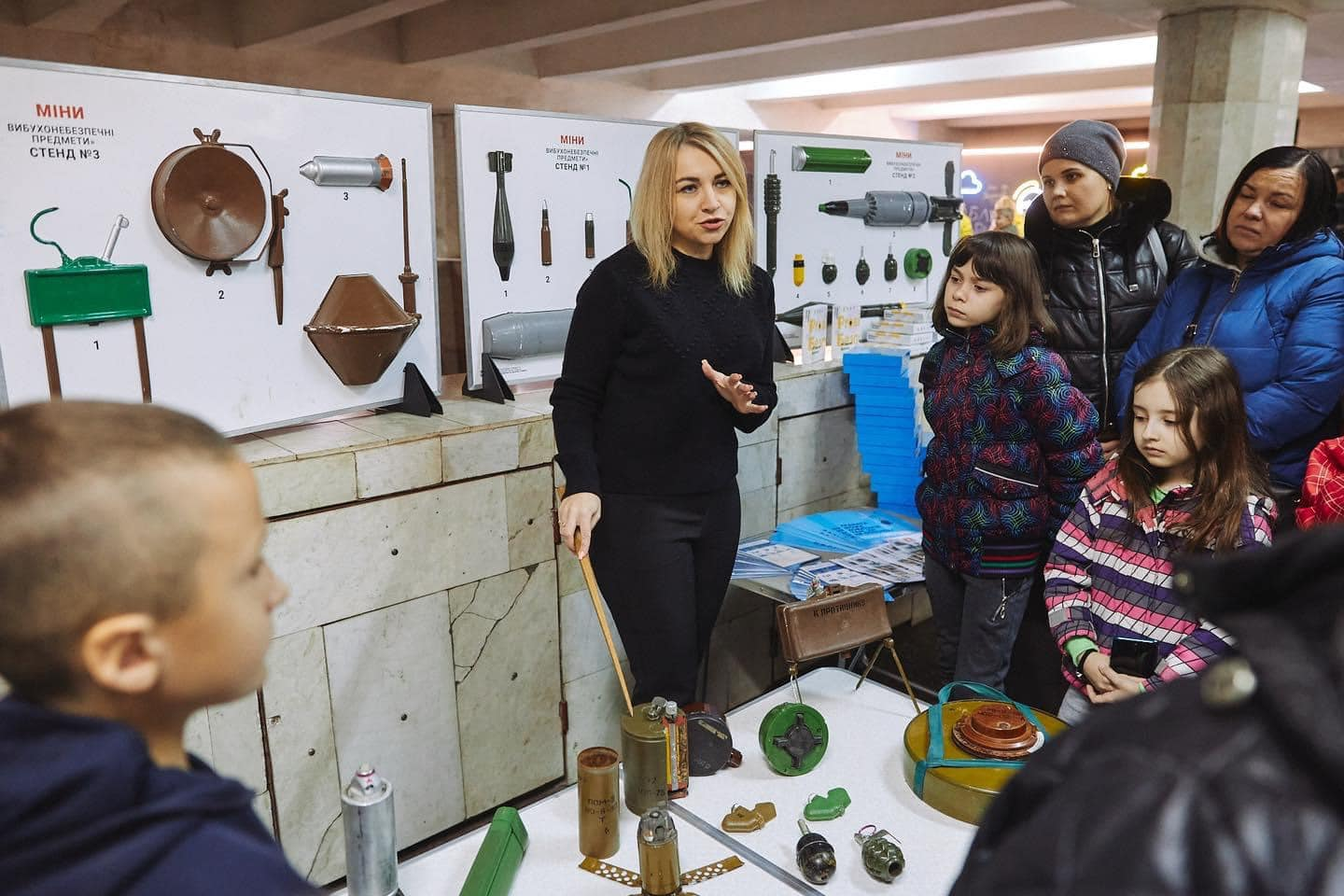
Лекція про мінну загрозу в харківському метро

За добу підрозділи Сил оборони відбили атаки окупантів в районах н.п. Білогорівка Луганської області та Спірне, Берестове, Бахмут, Курдюмівка, Північне, Новобахмутівка, Красногорівка, Первомайське, Невельське і Мар’їнка на Донеччині.
За добу противник завдав 5 ракетних ударів по н.п. Харківської та Донецької областей, здійснив близько 45 обстрілів з РСЗВ по позиціях ЗСУ та містах і селах.
Обстрілів також зазнали райони вздовж лінії фронту від Сумської до Херсонської областей. Зокрема, від російських атак постраждали м.Херсон (3 загиблих), Оріхів (1 загиблий), Торецьк і Часів Яр.
У Севастополі ввечері була спроба атаки безпілотників на Балаклавську ТЕС.
Служба безпеки України провела контррозвідувальні (безпекові) заходи на території Свято-Успенської Києво-Печерської Лаври у Києві.
У зв'язку з масовими обстрілами України владою реалізується проєкт «Пункт незламності».

### 23 листопада

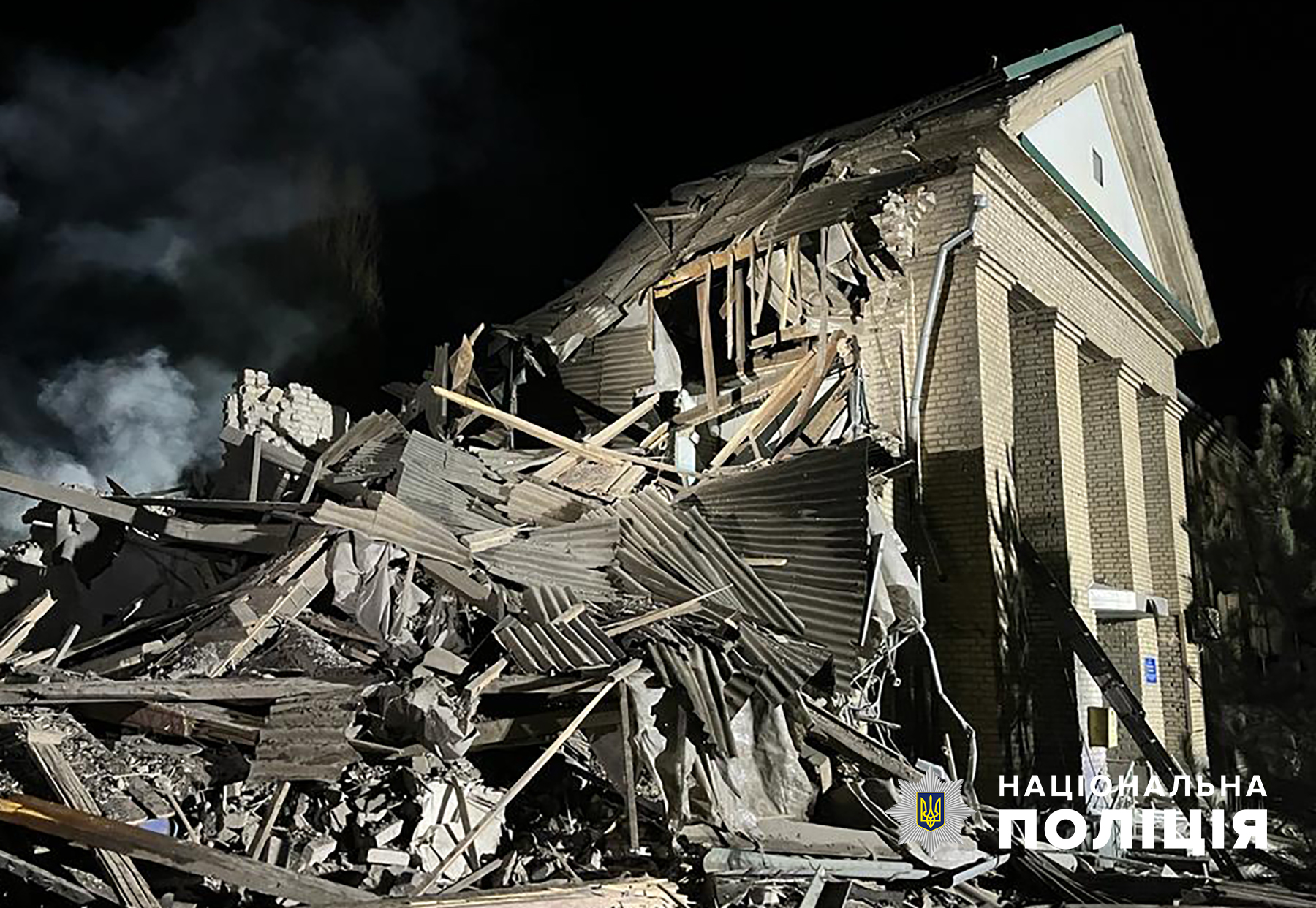
Зруйнована лікарня у Вільнянську

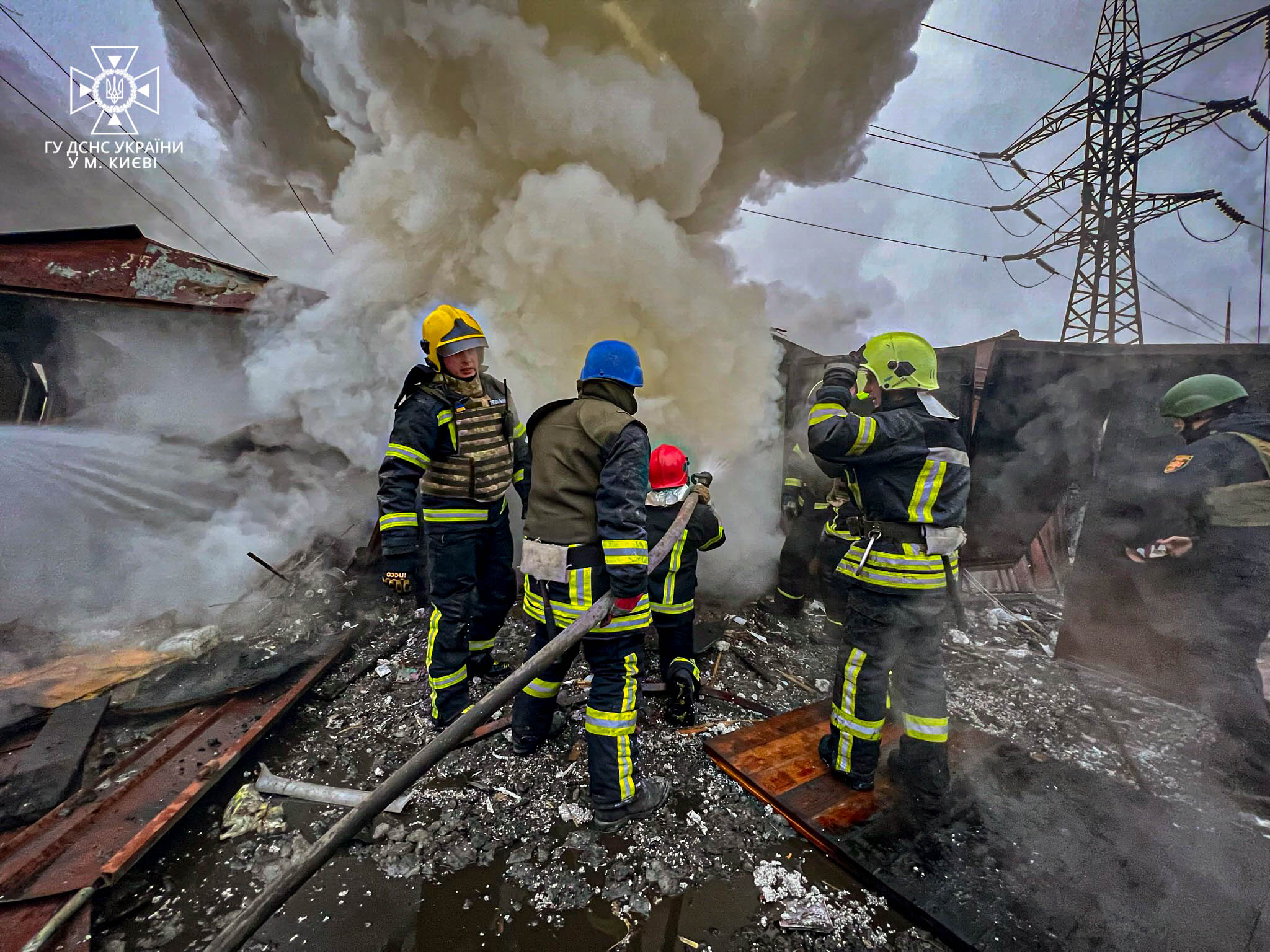
Наслідки обстрілу 23 листопада в Києві

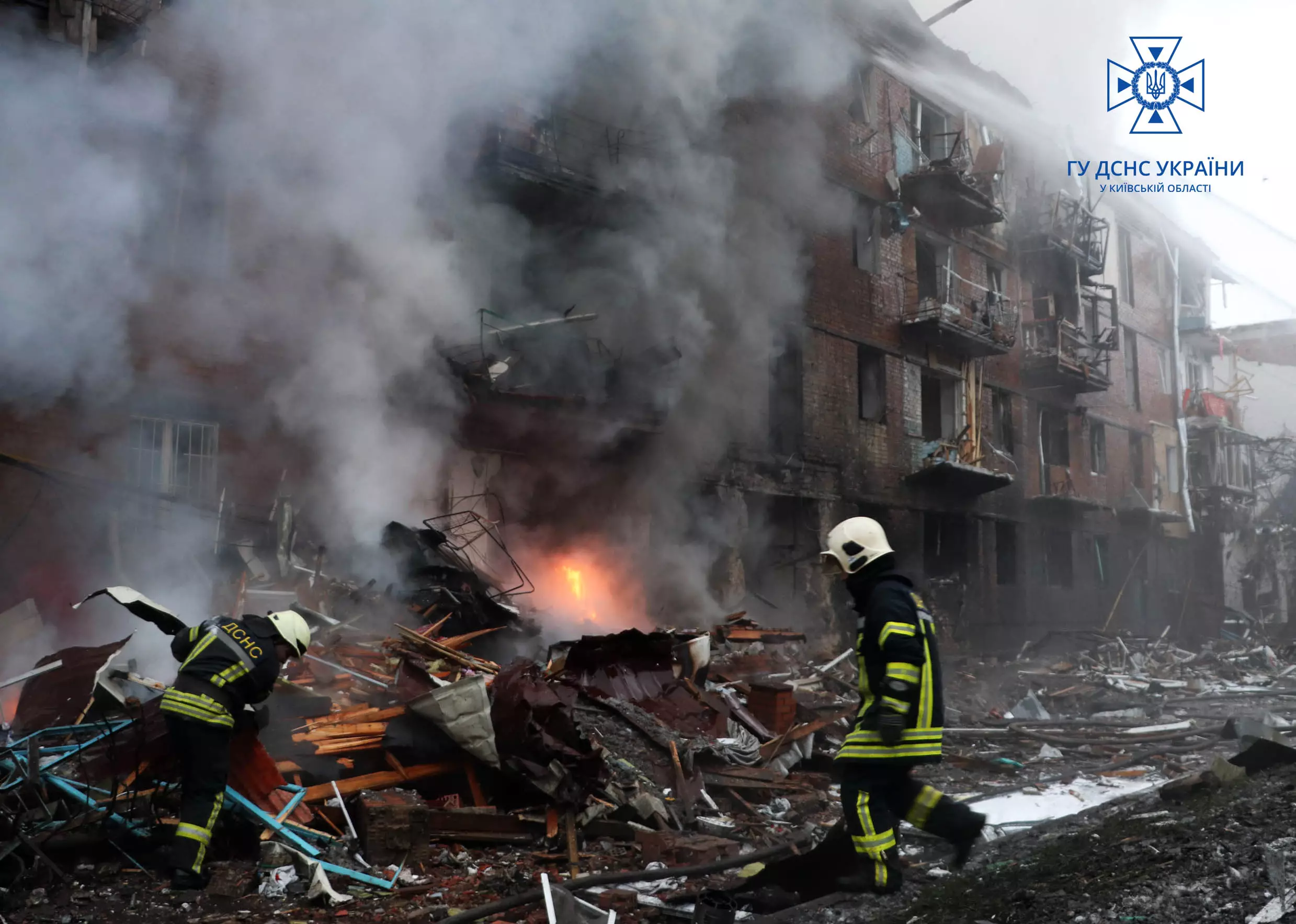
Будинок у Вишгороді після обстрілу

За добу підрозділи Сил оборони відбили атаки окупантів в районах н.п. Андріївка, Бахмут, Кліщіївка, Красногорівка, Мар’їнка, Озарянівка, Опитне та Яковлівка Донецької області.
Черговий масований ракетний обстріл України: противник завдав 78 ракетних та 23 авіаційні удари, здійснив більше 70 обстрілів з РСЗВ. В ході масованого удару по жилих будівлях та енергетичній інфраструктурі в Києві, Київській, Вінницькій, Львівській, Кіровоградській, Запорізькій, Харківській та Донецькій областях російські окупаційні війська випустили 67 крилатих ракет та до 10 ударних БпЛА “Ланцет”. 51 ракету та 5 зазначених безпілотників Сили оборони України збили.
Російські війська запустили по Україні 70 крилатих ракет Х-101/Х-555, «Калібр» з літаків стратегічної авіації та кораблів Чорноморського флоту. Система ППО знищила 51 ракету та 5 дронів-камікадзе.
Від російських атак двома ракетами С-300 постраждало пологове відділення Вільнянської лікарні (загинуло немовля).
В 7:40 російські військові обстріляли житловий масив м. Куп’янськ (2 загиблих)
Європейський Парламент визнав Росію державою-спонсором тероризму та державою, яка використовує тероризм як засіб.
Російські агресори поцілили у багатоповерхівки у місті Вишгород та приватний сектор у селищі Чабани. Понад 20 постраждалих; 7 людей загинуло.

### 24 листопада
За добу підрозділи Сил оборони України відбили атаки окупантів в районах населених пунктів Стельмахівка і Діброва Луганської області та Білогорівка, Яковлівка, Бахмутське, Бахмут, Опитне, Первомайське, Красногорівка, Мар’їнка і Новомихайлівка на Донеччині.
В той же час противник завдав 6 ракетних та 14 авіаційних ударів, здійснив 59 обстрілів з РСЗВ.
Кількість загиблих внаслідок російського обстрілу житлового району Херсона зросла до 7, ще 21 людина отримала поранення.
Українські військові знищили зенитно-ракетний комплекс С-300, з якого російські окупаційні війська влучили в пологовий будинок у Вільнянську 23 листопада. Україна і Росія провели обмін полоненими 50 на 50. До України повернулися 20 нацгвардійців, 12 хлопців з ВМС, 10 бійців ЗСУ, 6 - ДПСУ, 2 з ТРо 
На території Херсонської області було знайдено 9 катівень та 432 тіла вбитих громадян.

### 25 листопада
За добу підрозділи Сил оборони України відбили атаки окупантів в районах н.п. Яковлівка, Соледар, Бахмутське, Бахмут, Опитне, Первомайське, Красногорівка та Невельське Донецької області.
Ворог завдав 11 ракетних, 7 авіаційних ударів та здійснив понад 50 обстрілів з РСЗВ. Ракетних ударів зазнали Куп’янськ і Чугуїв Харківської області; Біленьке на Донеччині та Комишуваха і Кушугум Запорізької області.
Окупанти продовжували спроби наступу на Авдіївському напрямку.
Після масованого обстрілу Українських енергоресурсів в енергосистемі зберігається дефіцит 30%. Міста України знаходяться без електроенергії від 8 до 20 годин на добу.

### 26 листопада

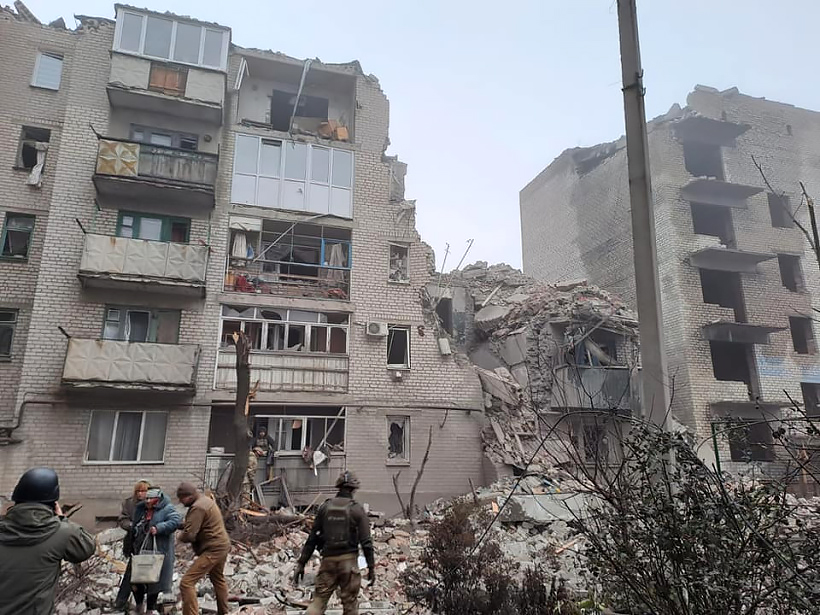
Зруйнований 5-поверховий житловий будинок у Часів Ярі після російського авіаудару; 1 людина загинула і 2 отримали поранення.

За  добу підрозділи Сил оборони України відбили атаки окупантів в районах н.п. Стельмахівка Луганської області та Білогорівка, Марї’нка, Верхньокам’янське та Спірне Донецької області.
Ворог завдав 2 ракетних удари по цивільних об’єктах міста Дніпро та здійснив 38 обстрілів з реактивних систем залпового вогню по позиціях наших військ та цивільних об’єктах, зокрема, м. Херсон.
Російські війська завдали кілька артилерійських ударів по Куп'янську. Внаслідок обстрілів є постраждалий.

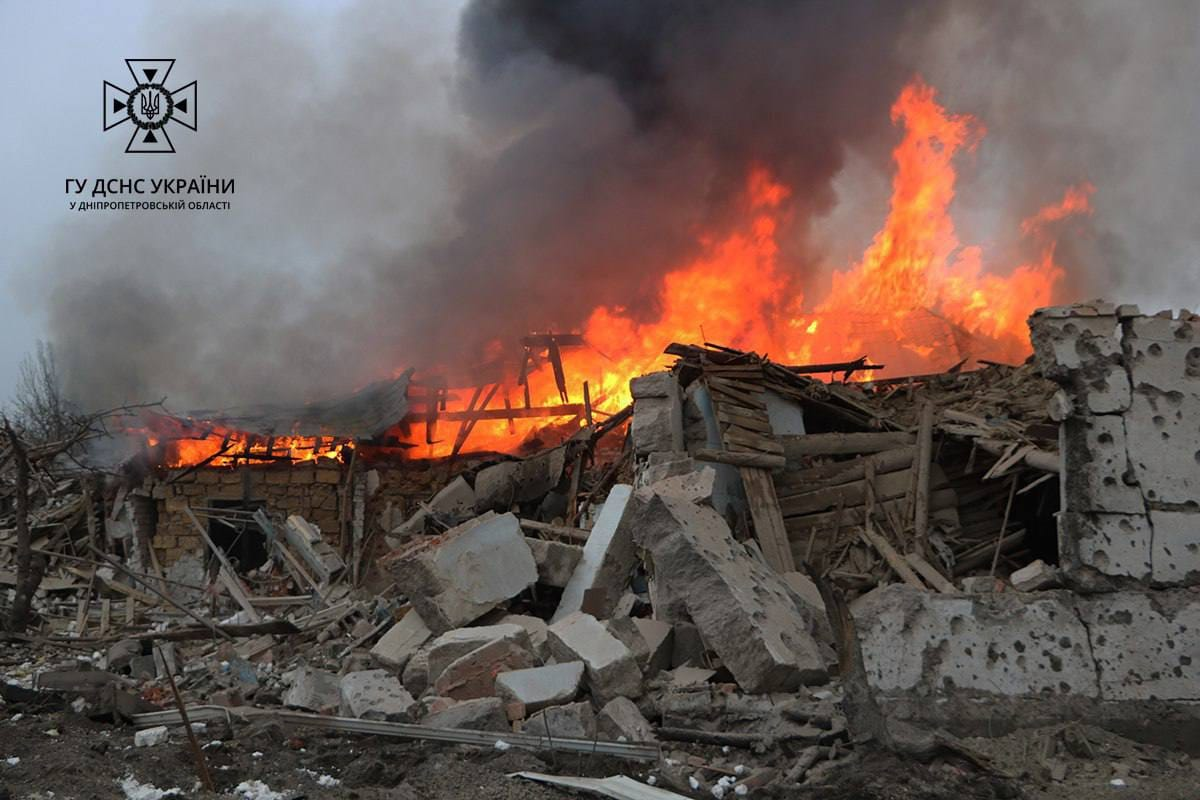
Наслідки обстрілу Дніпра

Ворогом нанесено ракетний удар по житловому сектору Дніпра, постраждало 13 людей.
Україна повернула з полону через обмін ще 12 українців, серед них захисники Маріуполя, ЧАЕС та Зміїного.
У Херсоні почали відновлювати зруйновані електромережі та повертати світло у будинки.
На Бахмутському та Авдіївському напрямках противник намагається продовжувати ведення наступальних дій. Здійснив обстріли з артилерії різних типів по районах населених пунктів Білогорівка, Соледар, Бахмутське, Бахмут, Опитне, Андріївка, Первомайське, Красногорівка, Мар’їнка та Новомихайлівка Донецької області. Завдав удару силами армійської авіації в районі населеного пункту Авдіївка. В районі ж Нью-Йорка задіяно ворожий ударний БпЛА.
На Новопавлівському та Запорізькому напрямках ворог веде оборонні дії. Обстріляв з мінометів, ствольної та реактивної артилерії райони населених пунктів Вугледар, Пречистівка, Золота Нива, Времівка Донецької області та Дорожнянка, Гуляйполе, Залізничне, Оріхів, Мала Токмачка, Щербаки, Кам’янське і Зелений Гай на Запоріжжі. Завдав авіаударів по районах Времівки  Донецької області та Чарівне - Запорізької.

### 27 листопада
За  добу підрозділи Сил оборони відбили атаки окупантів в районах населених пунктів Яковлівка, Соледар, Бахмут, Андріївка, Новобахмутівка, Опитне, Водяне, Первомайське, Невельське та Новомихайлівка Донецької області.
Ворог завдав 4 ракетних удари по цивільних об’єктах в Розумівці Запорізької області та Мусіївці на Дніпропетровщині, здійснив понад 50 обстрілів з реактивних систем залпового вогню по позиціях наших військ та мирних населених пунктах.
Російські війська завдали удару по лініям електропередач у Херсоні, які живлять нещодавно звільнений обласний центр.
В день було зафіксовано декілька артилерійських прильотів у центрі Донецька.
Окупанти обстріляли Курахове, є 2 загиблих та один поранений. Російські війська мали успіх у просуванні біля Марьянки.
Російські окупанти продовжують зосереджувати основні зусилля на веденні наступальних дій на дві напрямки – Бахмутський та Авдіївський.

### 28 листопада
За добу підрозділи Сил оборони України відбили атаки окупантів в районах н.п. Новоселівське, Білогорівка Луганської області та Серебрянка, Верхньокам’янське, Білогорівка, Яковлівка, Первомайське, Опитне, Невельське, Красногорівка Донецької області.
Ворог завдав 9 ракетних та 13 авіаційних ударів, здійснив понад 50 обстрілів з РСЗВ. Зокрема, 4 ракети поцілили у Дніпро.
Росіяни обстріляли прифронтові райони від Чернігівської до Херсонської області.
Миколаїв знову залишився без питної води після того, як російські терористи пошкодили помпову станцію МКП "Миколаївводоканал", що розташована в Херсонській області.
Міністри закордонних справ Естонії, Фінляндії, Ісландії, Латвії, Литви, Норвегії та Швеції прибули до Києва, щоб обговорити подальшу підтримку України, повідомив глава МЗС Латвії Едгар Рінкевичс.

Міністр оборони Олексій Резніков повідомив, що на 28.11.2022 в Україні:
Загинула 101 жінка-військовослужбовець. Зниклими безвісти обліковуємо 50, поранених понад 100.

### 29 листопада
За добу підрозділи Сил оборони України відбили атаки окупантів в районах н.п. Стельмахівка Луганської області та Білогорівка, Бахмутське, Первомайське, Невельське і Мар’їнка на Донеччині.
В той же час російські окупанти завдали 2 ракетних удари по цивільних об’єктах населеного пункту Ківшарівка на Харківщині та міста Слов’янськ Донецької області, здійснили 47 авіаційних ударів і 35 обстрілів з РСЗВ, зокрема, по м.Лиман.
Ворог здійснив обстріли з танків, мінометів та ствольної артилерії районів населених пунктів Стрілеча, Глибоке, Зелене, Стариця, Огірцеве, Вовчанськ, Бударки, Амбарне Харківської області. В районах населених пунктів Зелене та Бударки противник  застосував ударні безпілотні літальні апарати.
На Бахмутському та Авдіївському напрямках противник продовжує зосереджувати основні зусилля на веденні наступальних дій. Здійснив обстріли з танків, мінометів, ствольної та реактивної артилерії в районах населених пунктів Сіверськ, Верхньокам’янське, Спірне, Берестове, Білогорівка, Яковлівка, Бахмутське, Соледар, Андріївка, Водяне, Красногорівка, Мар’їнка, Новомихайлівка Донецької області.
Російським військам вдалось взяти під вогневий контроль селище Озерянівка.
Вдень окупаційні війська вдарили з важкої артилерії по Мирівській громаді у Нікопольському районі Дніпропетровської області. Постраждала жінка.
Путінський генерал та депутат держдуми Андрій Гурулєв назвав нову ціль російських окупантів для ракетних ударів по Україні. Це – банківська інфраструктура.
Російські ЗМІ активно поширюють фейки про 128-му Закарпатську бригаду. Вони навіть опублікували фото українця, який загинув обороняючи Україну на початку весни.

### 30 листопада

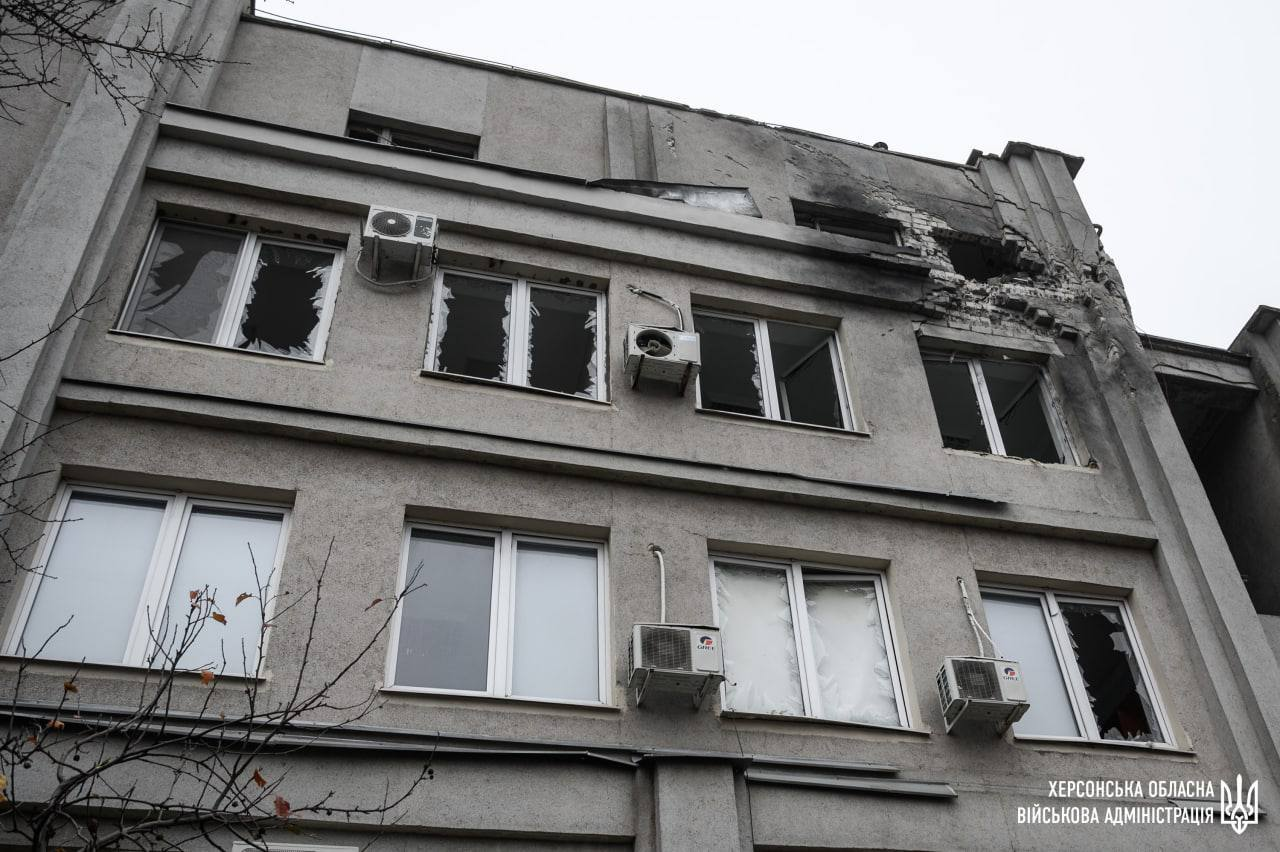
Наслідки обстрілу Херсона 30 листопада

Повідомляється про пожежу на нафтобазі у Суразькому районі Брянської області і вибух у місці дислокації окупантів у Мелітополі.
За добу підрозділи Сил оборони відбили атаки російських окупантів в районах н.п. Новоселівське, Стельмахівка і Білогорівка Луганської області та Білогорівка, Яковлівка, Бахмут, Курдюмівка, Красногорівка, Кам’янка, Водяне, Первомайське і Мар’їнка на Донеччині.
Протягом доби ворог завдав 2 ракетні удари по цивільних об’єктах в н.п. Комишуваха Запорізької області, здійснив 41 авіаційний удар та 28 обстрілів з РСЗВ по позиціях наших військ і населених пунктах, зокрема і місту Херсон.
Українські розвідники разом з OSINT-спільнотою змогли встановити імена військовослужбовців 22-ї гвардійської дивізії важких бомбардувальників, які були причетні до ударів не тільки по енергетичній інфраструктурі, а й по Кременчуку та Маріуполю.

## Підсумки листопада 2022
Головною подією листопада стало звільнення Херсона і правобережних окупованих районів Херсонщини: 09.11 надійшли повідомлення про звільнення сіл Херсонської області і у цей же день мо рф заявило про запланований відвід окупаційних військ з правого берега Дніпра на лівий. 10 листопада надійшло повідомлення про звільнення Снігурівки Миколаївської області. 11 листопада звільнено низку сіл на Херсонщині, передові загони ЗСУ зайшли на околиці Херсона, цього ж дня МО РФ повідомило, що «планово і без втрат відвело свої війська і техніку на лівий берег Дніпра».
Ракетних ударів і атак БпЛА протягом листопада, окрім прифронтових міст (міста на півночі Донецької області, Миколаїв), зазнали також Полтава (01.11), Черкаська область (01.11), Кременчук (02.11, 15.11), Сміла (02.11), Дніпро (02.11, 09.11, 17.11, 26.11, 28.11), Запоріжжя (02.11), Кривий Ріг (02.11, 15.11), Куп'янськ (02.11), Вінницька область (11.11, 15.11), Київ (15.11, 17.11), Львів (15.11), Ковель (15.11), Харків (15.11), Житомир (15.11), Одеса (17.11). Масований ракетний удар відбувся 15.11.2022, внаслідок якого знов було пошкоджено енергосистему України, посилились віялові відключення електрики. 23.11.2022 російські загарбники знов нанесли масований ракетний удар (70 ракет) по об'єктам енергосистеми України, внаслідок чого майже вся країна тимчасово опинилась без електрики.
23 листопада Європейський Парламент визнав Росію державою-спонсором тероризму та державою, яка використовує тероризм як засіб.
Про подальші події — див. Хронологія російського вторгнення в Україну (грудень 2022)